# 日田彦山線BRT
日田彦山線BRT（ひたひこさんせんビーアールティー）は、九州旅客鉄道（JR九州）が事業主体となりJR九州バスが運営するバス高速輸送システム（BRT）である。愛称は「BRTひこぼしライン」。

## 概要
2017年（平成29年）の九州北部豪雨で甚大な被害を受けた日田彦山線の添田駅 - 夜明駅間は、鉄道で復旧する場合に上下分離方式の導入を求めるJR九州側と、費用負担に難色を示す沿線自治体の間で協議が難航し、復旧に着手されない状態となっていた。これを受けてJR九州は2018年にバスによる復旧に方針を転換し、2020年7月16日には一部区間の線路敷をバス専用道路に転用して運行するBRTの導入で自治体と正式合意した。日田彦山線の添田駅以南のほか、直通運転を行っていた久大本線の夜明駅 - 日田駅間でも鉄道と並行してBRTを運行する。
工事にあたってはJR九州が約26億円を負担したほか、橋梁2箇所の復旧費用は福岡県が負担した。
開業後は引き続きJR九州が事業主体として土地や車両の保有を行う一方、経営と運行管理は子会社のJR九州バスが担当し、また運行の一部については日田バスに再委託する。JRグループの鉄道会社では2012年に東日本旅客鉄道（JR東日本）が24年ぶりに直営バス事業に復帰しているが、JR九州はバス高速輸送システム旅客連絡運輸規則において経営をJR九州バスに分離している。
運行開始後は1.6億円/年の赤字となる見通し。JR九州は、被災前の鉄道での添田駅 - 夜明駅間の輸送密度131人/日を上回ることを目標として掲げている。

## 歴史
本記事では、平成29年7月九州北部豪雨で被災した日田彦山線の添田駅 - 夜明駅間について、2020年7月にBRTとして復旧することで合意が成立した時点から記述する。被災から合意までの経緯については日田彦山線#九州北部豪雨に伴う被災を参照のこと。
整備工事は2020年8月に着工され。2022年5月27日にJR九州よりサービスの概要（路線名称、開業時期、デザインコンセプト等）の発表が行われた、以降、設置される駅、導入車両、各駅のデザインなどのサービス内容が順次発表された。
2023年4月には開業予定日が8月28日と発表、翌月にはダイヤや運賃、運営体制について発表され、BRTとしてのサービスの全容が明らかになった。運行ルートやダイヤについては、2021年夏に沿線の居住者にアンケートを行うなど、沿線自治体や住民の意向を尊重して定められた。
この間、2023年3月には導入予定のBYD製電気バスに有害物質の六価クロムが使用されていた問題で走行試験開始を3週間延期したほか、同年7月には大雨によりBRT専用道の一部が被災するといったトラブルが発生したが、JR九州社長古宮洋二の記者会見における、当初の予定通りに開業するよう「生活に密着するという目的を果たすためにも予定を死守したい」と言う声明のもと、8月28日に予定通り運行を開始した。
開業前までの検討経緯について、日経ビジネスの佐藤嘉彦は、沿線各自治体の思惑および利活用実態として、添田町区間（添田駅 - 深倉駅）はコミュニティバスの置き換え経路としての活用、東峰村区間（筑前岩屋駅 - 宝珠山駅）はバス専用道、日田市区間（宝珠山駅 - 夜明駅 - 日田駅）は通学向けバスの確保が主眼となっていると評価している。

### 開業
開業前日の8月27日には、宝珠山駅でJR九州主催の開業記念式典が行われ、JR九州社長、国土交通副大臣の豊田俊郎、福岡県知事の服部誠太郎、大分県知事の佐藤樹一郎らが列席した。それぞれBRTの利用方策および沿線振興、両県の知事の県間の相互連携強化について意見を表明した。
開業日には、沿線各地で出発式や歓迎セレモニーなどが行われた。開業1か月後の9月28日には、1日あたりの平均利用客数が、JR九州の想定以上となる407人であったと発表された。
添田駅 - 彦山駅間にBRT駅が設置されるため、添田町バスの重複する区間は開業に合わせて原則廃止となった。この区間では、町バス以前に運行されていた西鉄バスの頃からの待合室やベンチがそのまま使用される。
開業から2024年（令和6年）3月末までの平均通過人員は164人/日となり、鉄道で運行していた2016年度（平成28年度）の添田駅 - 夜明駅間の平均通過人員131人/日を上回った。一方で、利用者の6割が観光客であり、日常利用を増やすことが課題となっている。

### 年表

ギャラリー
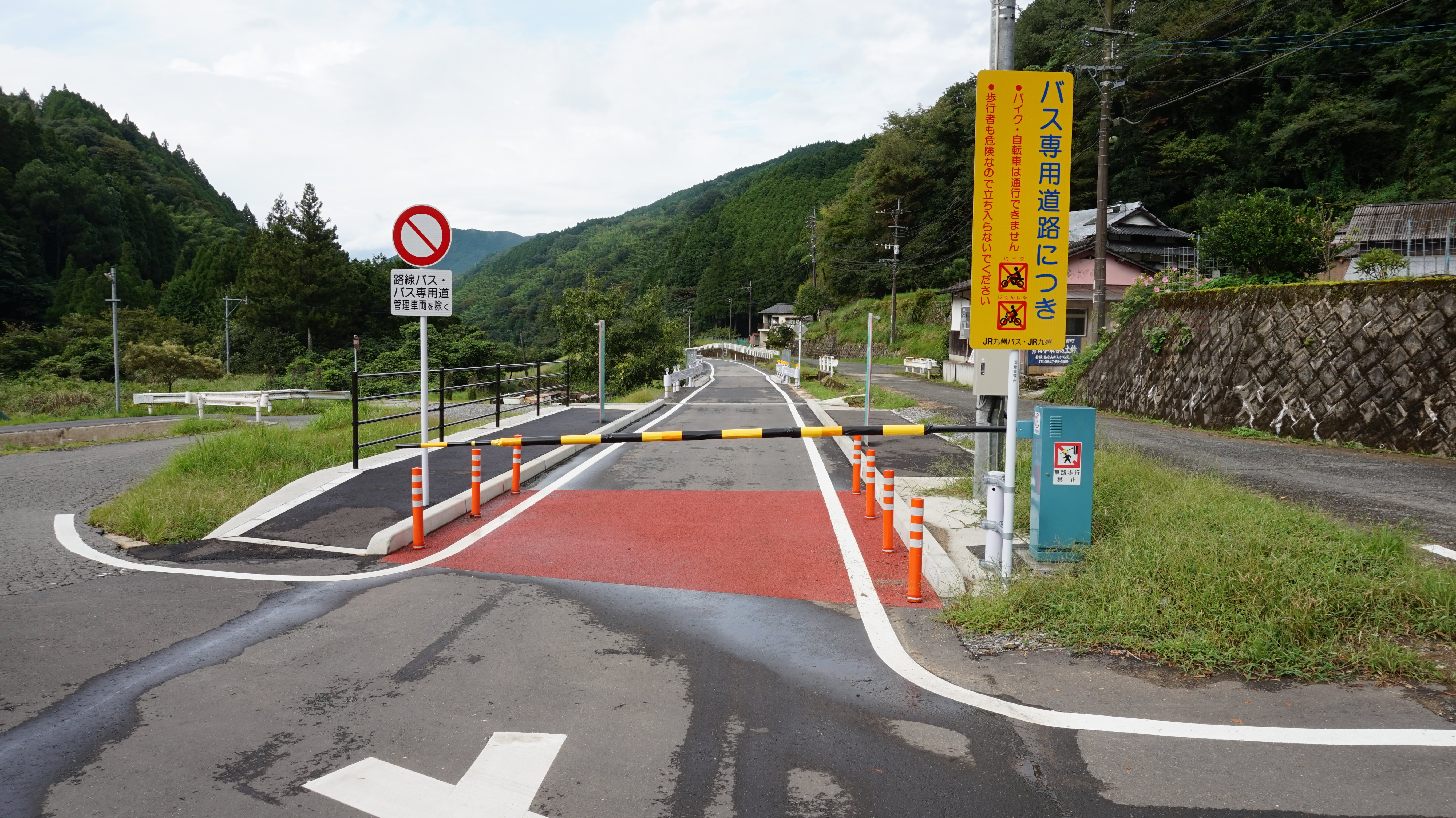
深倉駅付近のバス専用道遮断機

- 2017年（平成29年）7月5日：平成29年7月九州北部豪雨により添田駅 - 夜明駅間で63箇所にわたり線路被災が確認され、運転見合わせとなる[32][33][2]。

- 2020年（令和2年）
  - 7月16日：添田駅 - 夜明駅間について、JR九州と福岡県、大分県および沿線自治体がBRTでの復旧に合意[15]。
  - 8月：着工[16][34]。
  - 10月22日：福岡県日田彦山線沿線地域振興推進協議会の初会合を開催[34]。
- 2022年（令和4年）
  - 5月27日：JR九州が、BRTの正式名称を「日田彦山線BRT」、愛称を「BRTひこぼしライン」とすることを発表。開業時期を2023年夏予定とし、ロゴや駅のデザインについても公開した[17][35]。
  - 6月30日：JR九州が日田彦山線BRTの駅の設置計画を発表[36][37]。鉄道駅12駅に加えて25駅を新設し、合計で37駅になるとされた。
  - 7月28日：JR九州が日田彦山線BRTへの導入車両およびデザインについて発表[38]。
  - 11月30日：JR九州が、待合ブースを設置する7駅のデザインを発表[39]。

- 2023年（令和5年）
  - 1月26日：JR九州が、一般道における電気バス車両の試験走行を3月7日から実施予定であることを発表[40]。
  - 2月8日：福岡県、JR九州などが、日田彦山線BRTで燃料電池バスの実証実験を行うことを発表[41][42]。実証運転期間は2023年秋ごろから2025年春頃までの予定とされた。
  - 2月9日：JR九州および東峰村が、筑前岩屋駅 - 大行司駅間に設置予定だった棚田親水公園駅の計画中止を発表[43][44]。公園までの階段が、バリアフリー設計上非常に長くなってしまうため断念したと言う[6]。
  - 3月28日：電気バスの走行試験を開始[18]。導入予定のBYD社製電気バスに有害物質の六価クロムが使用されていた問題[45]により、3月7日の開始予定が延期されていた。
  - 4月26日：JR九州が日田彦山線BRTの開業予定日を8月28日と発表[1][46]。
  - 5月26日：JR九州が日田彦山線BRTのダイヤおよび運賃について発表[10]。運行本数は鉄道と比べて約1.5倍となり、BRT完結の普通運賃は一部を除き鉄道普通運賃と同額になるとされた。
  - 5月29日：JR九州バスがBRTの運行体制について、一部を日田バスへ委託する予定であることを発表[11]。
  - 6月26日：JR九州バスが、BRTの運行拠点として添田町に「添田支店」、日田市に「添田支店日田営業所」を設置することを発表。日田営業所は日田バス日田営業所内に設置となる[47]。
  - 7月10日：大雨により筑前岩屋駅 - 大行司駅間の専用道で崩落や倒木などの被害が発生[19][20]。添田町ではこの大雨によって発生した一部地区の孤立状態を解消するため、町とJR九州、福岡県が協議の上、地域住民に限りBRT専用道を臨時に通行可能とした[30]。
  - 7月20日：JR九州がバス高速輸送システム旅客連絡運輸規則の制定について公告を実施[12]。
  - 7月27日：JR九州社長の古宮洋二は、大雨で専用道が被災した日田彦山線BRTについて、予定通り8月28日の開業を目指す意向を表明。開業前に予定していた試乗会は中止するとした[48]。
  - 8月17日：JR九州が、7月10日の大雨で被災したBRT専用道の復旧工事が完了し、予定通り8月28日に開業する方針であることを発表[49]。
  - 8月28日：添田駅 - 日田駅間でBRTの営業運行を開始[22]。
- 2024年（令和6年）
  - 3月16日：ダイヤ改正[50]。午後に日田駅を出発する直行ルートの上り便をすべて高校ルートに変更。その他、筑前岩屋駅始発のひこぼし101号の時刻繰り下げ、添田駅でのBRTから鉄道への乗り継ぎ時間拡大などの見直しを実施。
  - 4月9日：JR九州が中型ディーゼルバス1台を追加導入[51]。
  - 7月2日：北友田駅 - 南友田駅間の国道386号で、大雨により花月川に架かる三郎丸橋が傾き通行止めとなったことから[52][53]、同日より夜明駅 - 光岡駅間で迂回運転を開始し、北友田駅・南友田駅は休止[54]。
  - 8月5日：JR九州の発表によれば、開業からの利用者数が10万人を突破。1日平均の利用者数は約290人となった[55]。
  - 8月28日：開業1周年記念の出発式、電気バス3台を続行運転する「ひこぼし1周年号」の運転が予定されていたが、台風10号の接近の影響で中止[56][57]。
- 2025年（令和7年）
  - 2月3日：北友田駅・南友田駅を迂回ルート上に移転し、営業再開[58]。
  - 3月15日：ダイヤ改正[59]。一部の便で久大本線の列車からの乗り換えを改善。

- ギャラリー
- 深倉駅付近のバス専用道遮断機

## 運行形態
添田駅 - 日田駅間を全線運行する便は1日10往復設定され、他に添田駅 - 彦山駅間に下り3本・上り5本、筑前岩屋駅 - 日田駅間に2往復の区間便が存在する。添田駅を発着する全ての便が同駅からの鉄道列車との乗り換えを考慮した時刻設定となっているが、バスの遅れによる接続は行わないものとされている。
全ての便に「ひこぼし」の愛称が与えられており、全線運行便に0番台、筑前岩屋駅発着便に100番台、彦山駅発着便に110番台の号数が付いている。繁忙期やイベント開催時などには続行便を運行している。
光岡駅 - 日田駅間の林工西口駅・昭和学園前駅・日田市役所前駅（高校ルート）は、朝の下り2本と午後の上り8本のみ経由する。開業当初は上りも5本のみの停車となっており、停車便数が限定されたのは日田市がコミュニティバスとの競合を懸念したことによる。JR九州は開業後、乗降客の利用状況や地元自治体、関係者への聞き取りから高校生の需要を把握し、2024年3月16日のダイヤ改正で午後の上りの直行ルート3便を高校ルートに変更した他、通学に利用しやすいよう一部の便のダイヤを見直した。
専用道は全線にわたって幅員が狭く、使用車両での行き違いは不能である。そのため行き違いの運行管理システムが各バスに搭載される。この点で、駅間に複数の行き違い設備が設けられている気仙沼線・大船渡線BRTとは異なる。

## 使用車両
開業時点で準備された車両は小型電気バス（BYD・J6、定員25名・座席17席）4台と、中型ディーゼルバス（いすゞ・エルガミオ、定員56名・座席28席）2台の計6台である。各車両の内外装は七夕を共通テーマとしつつ、沿線の魅力をイメージした1台ごとに異なるカラーリングとした。
開業後、1日あたりの利用者数は鉄道であった頃の2倍以上となる約300人となり、2024年3月までの利用者数が6万人を超えるなどの好調な利用状況であったこと、そのために混雑も発生していたことから、2024年4月9日に「ひこぼしブラウン」カラーの中型ディーゼルバス1台が追加導入された。
また、この7台とは別に、福岡県・コマーシャルジャパンパートナーシップテクノロジーズ（CJPT）と共同で実施する水素使用の燃料電池バス（FCバス）の実証実験を行うため、小型燃料電池バス（トヨタ・FCコースター、定員20名・座席14席）1台を導入し、2023年11月28日より2026年3月まで特定の日に限り運行する。
- 小型電気バス（BYD・J6）
  - しゃくなげカラー（添田町の町花）
  - 棚田カラー（東峰村の沿線風景）
  - ゆずカラー（東峰村の特産品）
  - 水郷カラー（日田市の沿線風景）
- 中型ディーゼルバス（いすゞ・エルガミオ）
  - やまなみカラー（添田町の沿線風景）
  - あやめカラー（日田市の花）
  - ひこぼしブラウンカラー（沿線の歴史、文化や豊かな大地、鉄道の日田彦山線のラインカラー）
- 燃料電池バス（トヨタ・FCコースター）

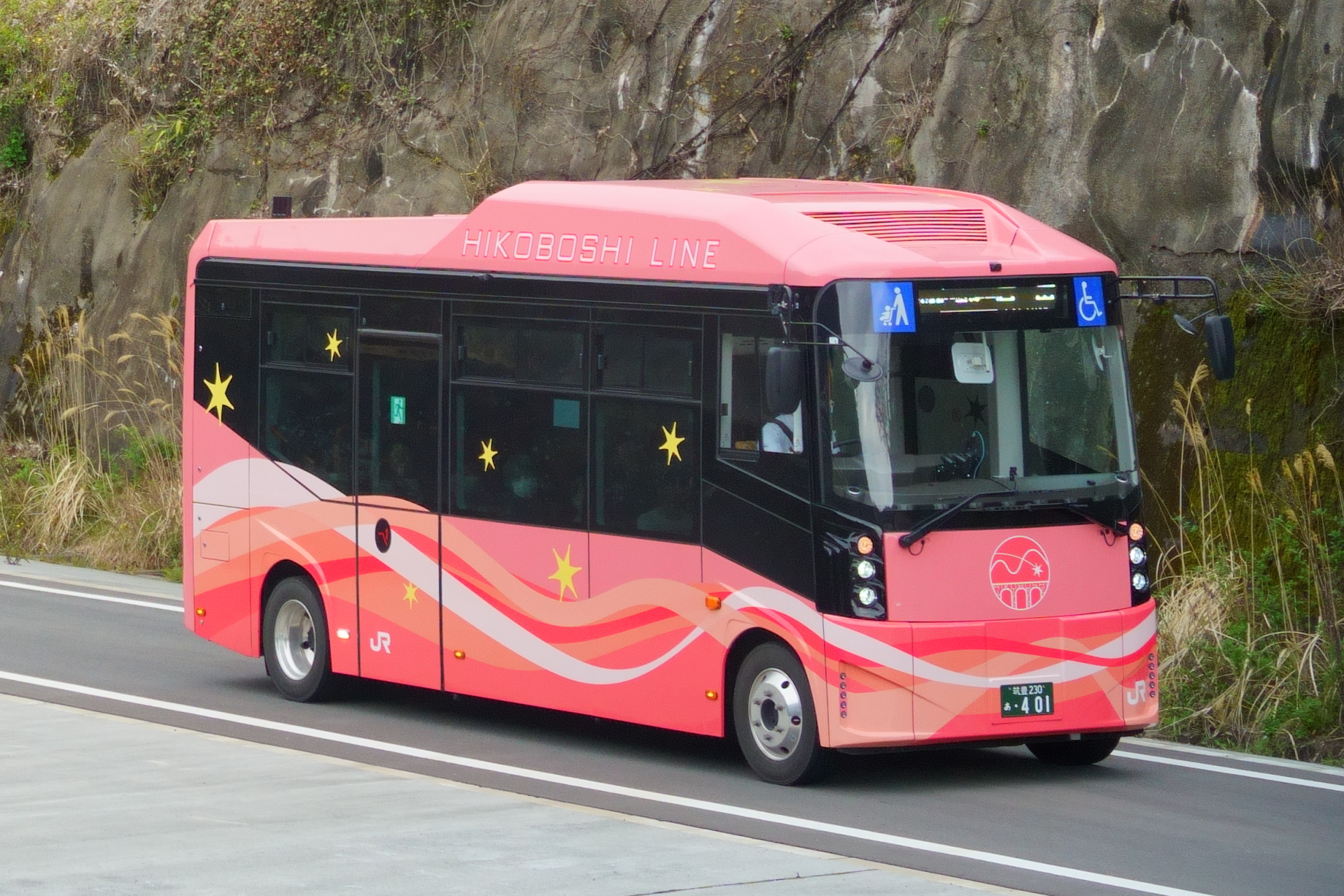
筑豊230 あ 401 BYD・J6 添田町の市花であるシャクナゲをイメージした「しゃくなげカラー」
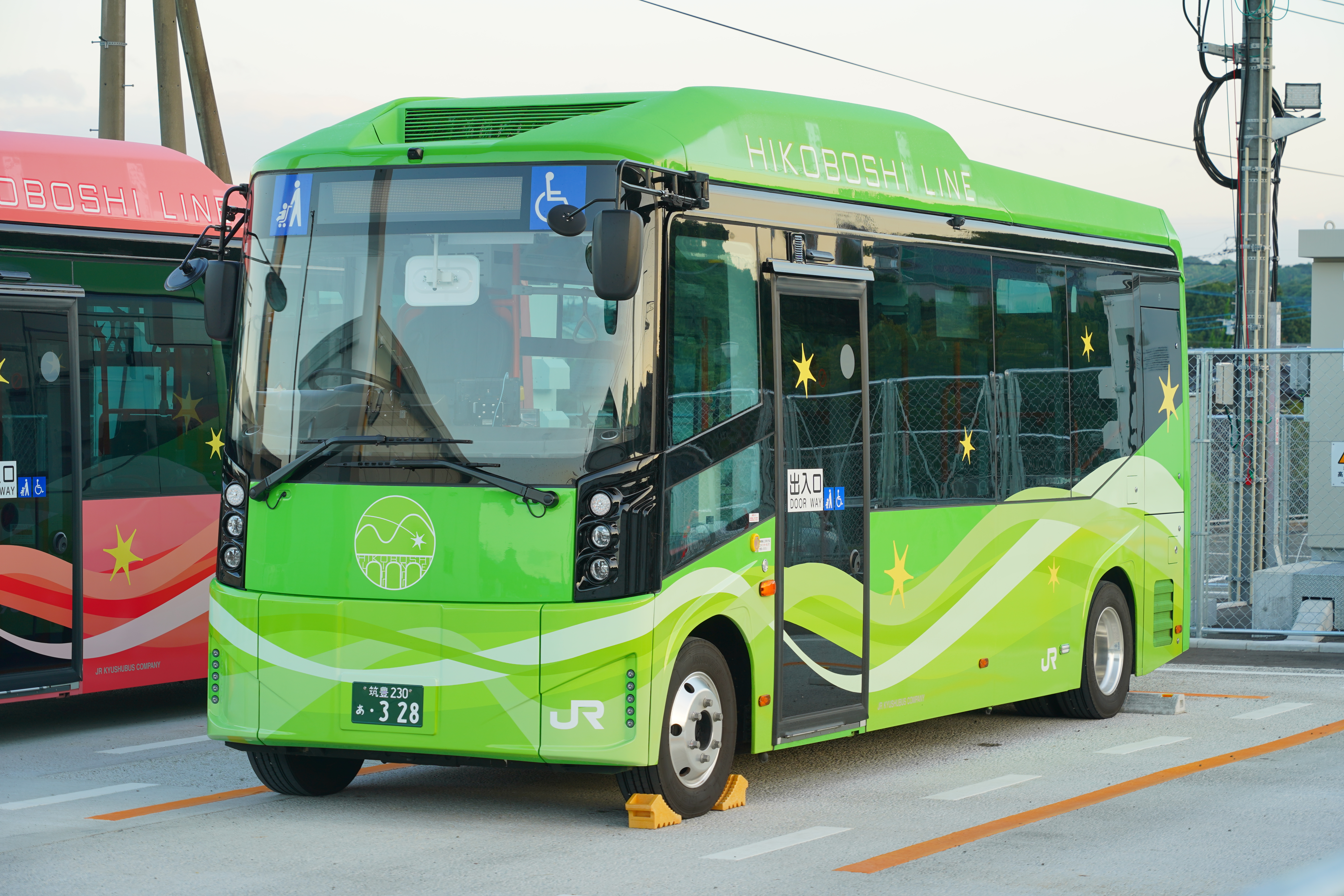
筑豊230 あ 328 BYD・J6 東峰村の棚田をイメージした「棚田カラー」
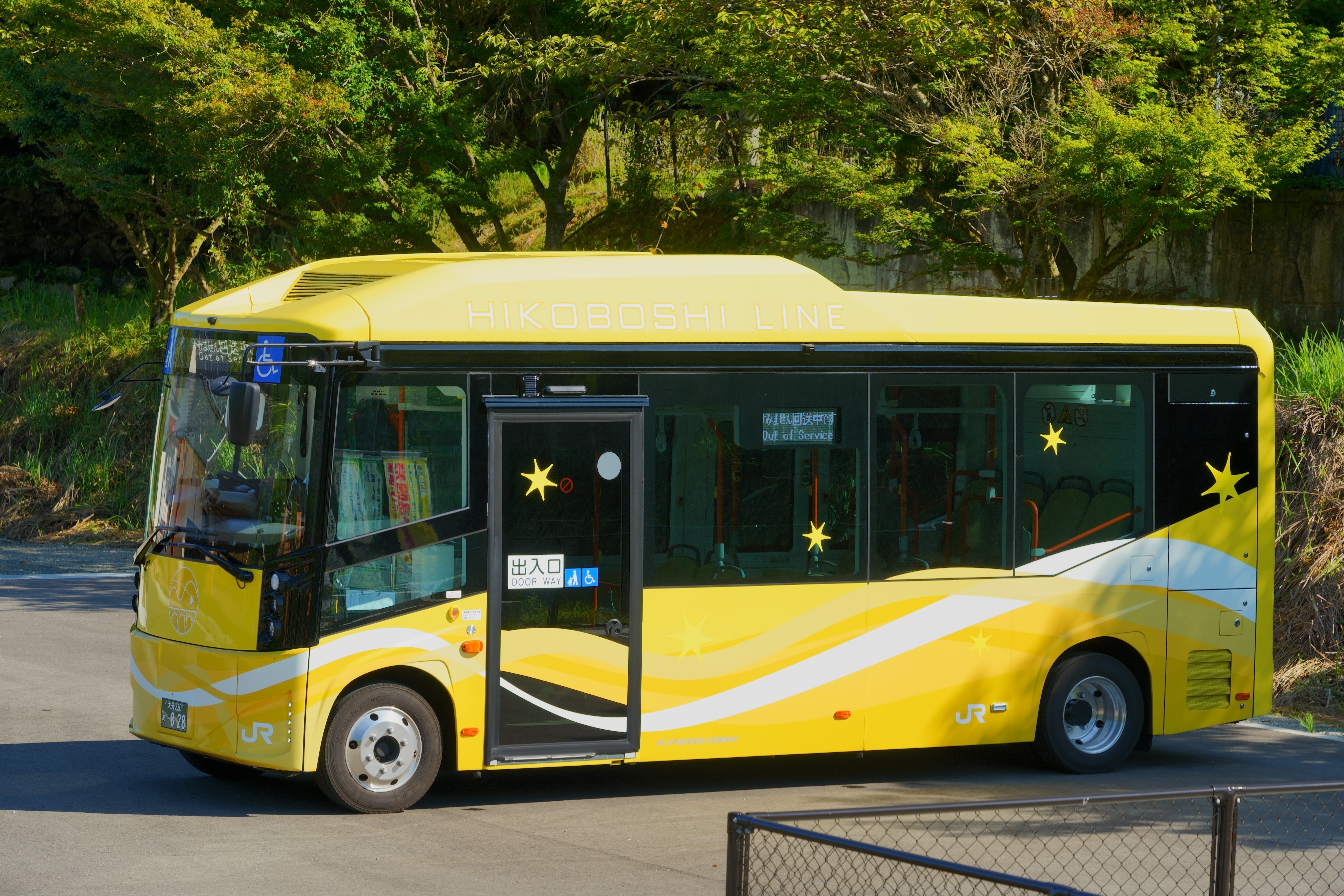
大分230 あ 828 BYD・J6 東峰村の特産品である柚子をイメージした「ゆずカラー」
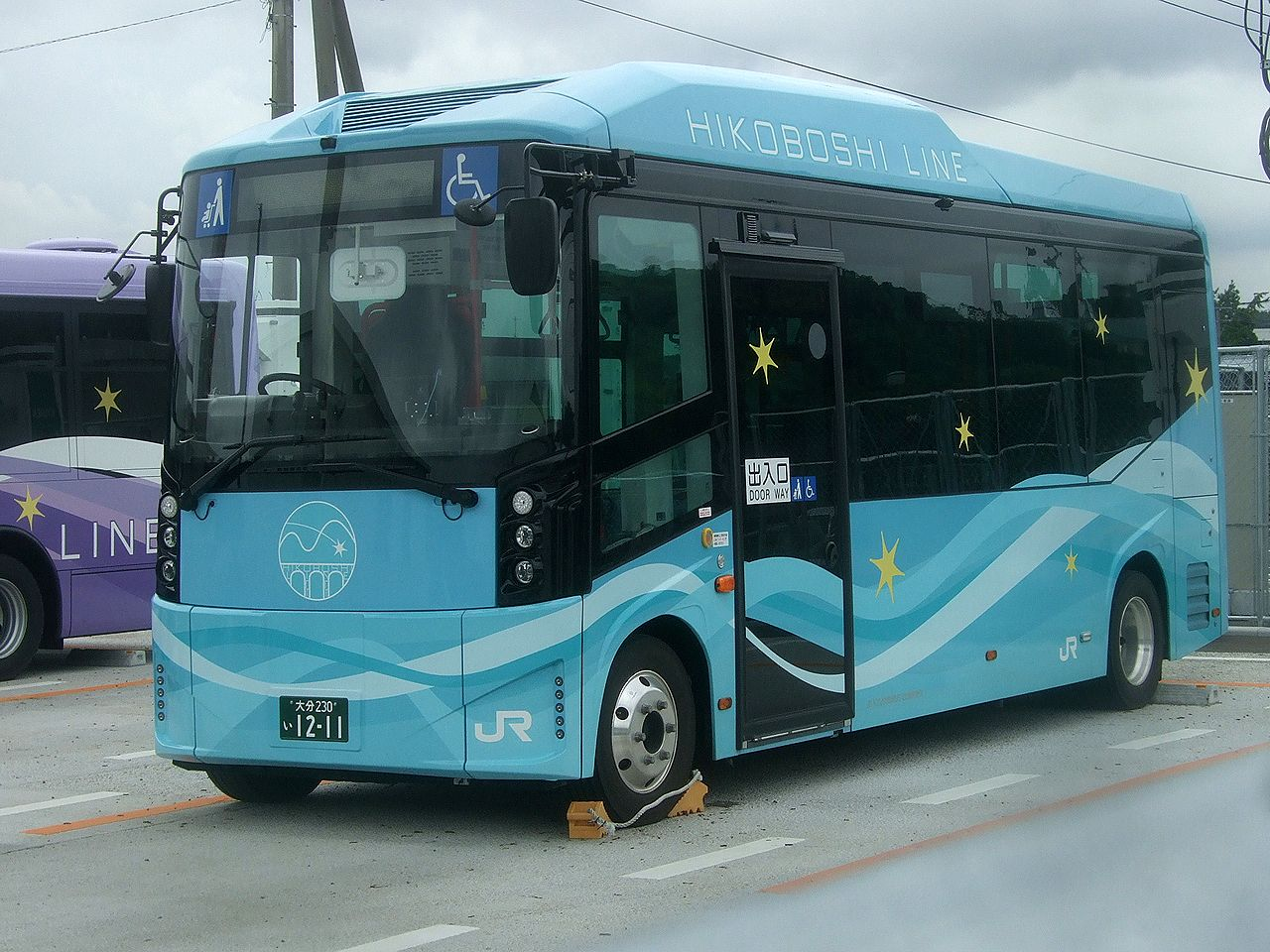
大分230 い 1211 BYD・J6 日田市の水郷をイメージした「水郷カラー」
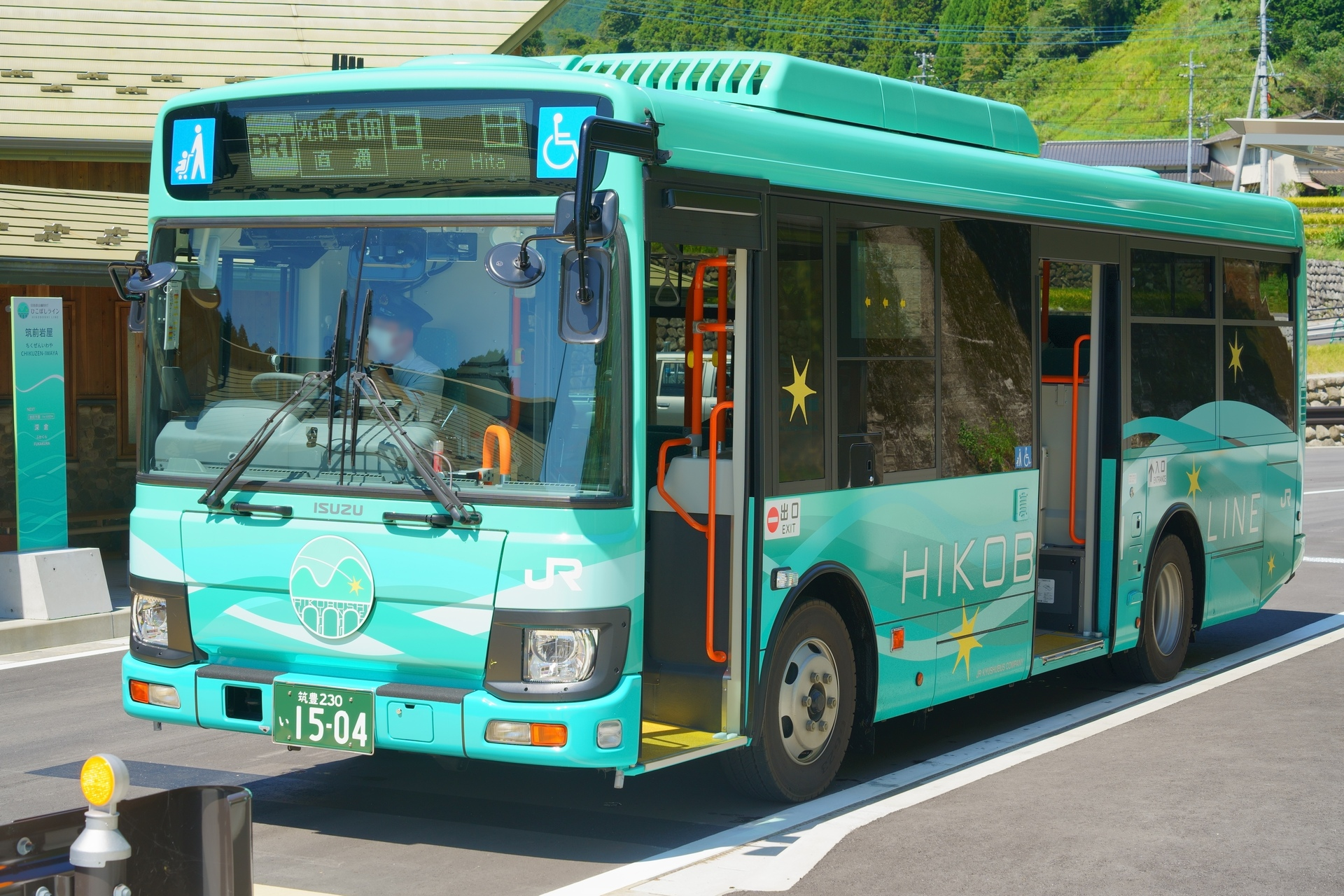
筑豊230 い 1504 いすゞ・エルガミオ 英彦山のやまなみをイメージした「やまなみカラー」
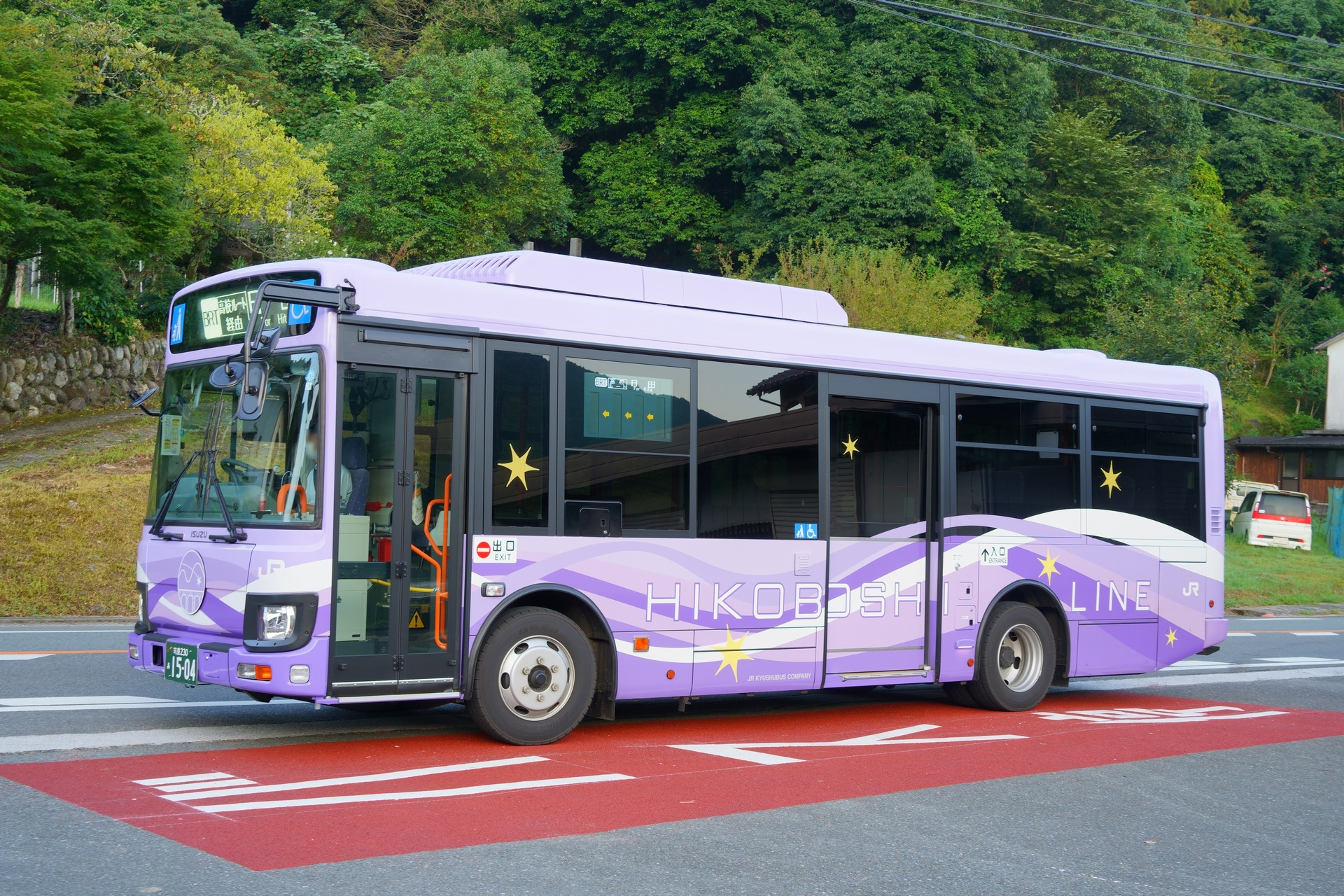
筑豊230 あ 1504 いすゞ・エルガミオ 日田市の市花であるアヤメをイメージした「あやめカラー」
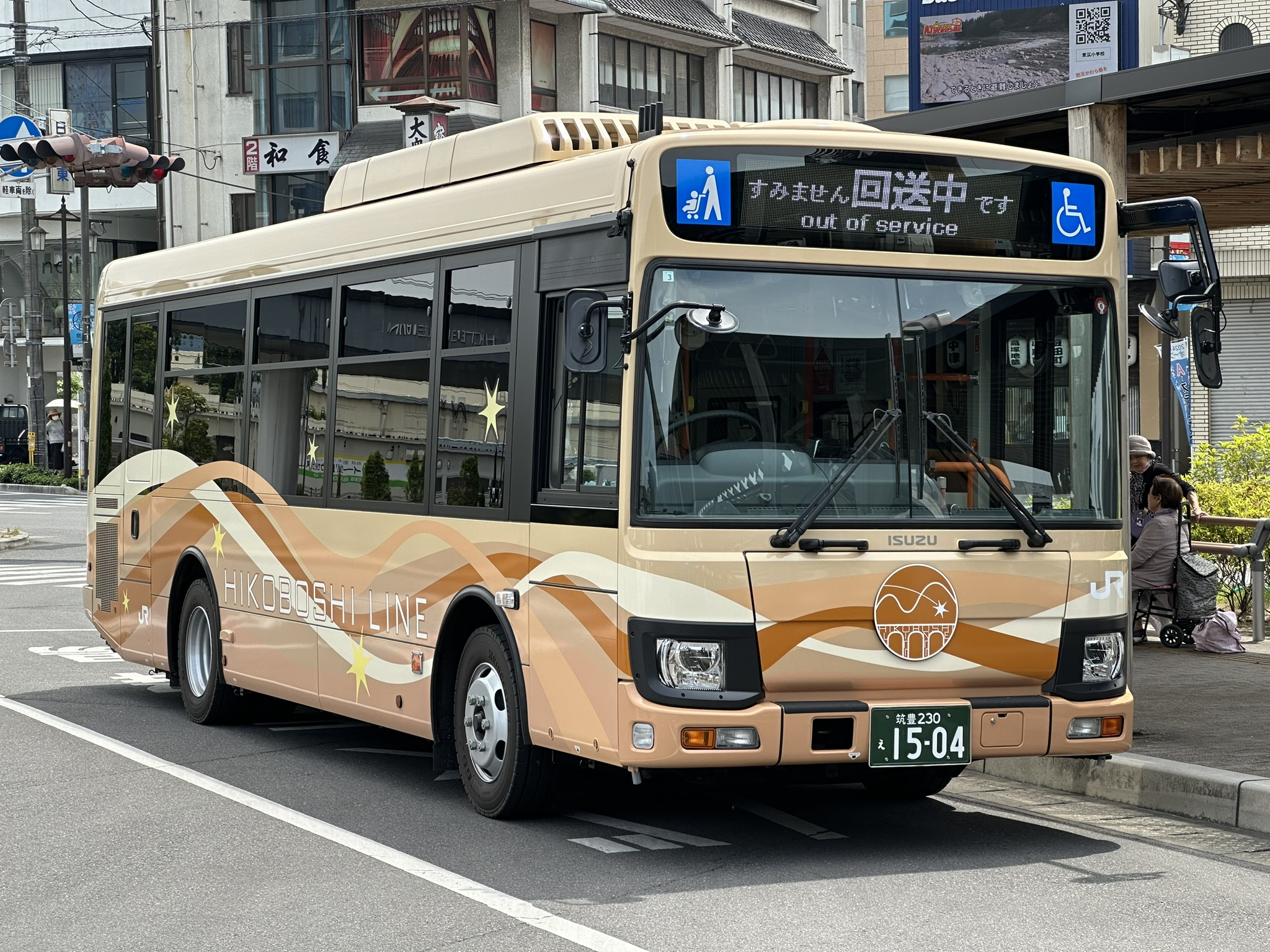
筑豊230 え 1504 いすゞエルガミオ BRTひこぼしライン沿線の歴史、文化、豊かな大地をイメージした「ひこぼしブラウンカラー」
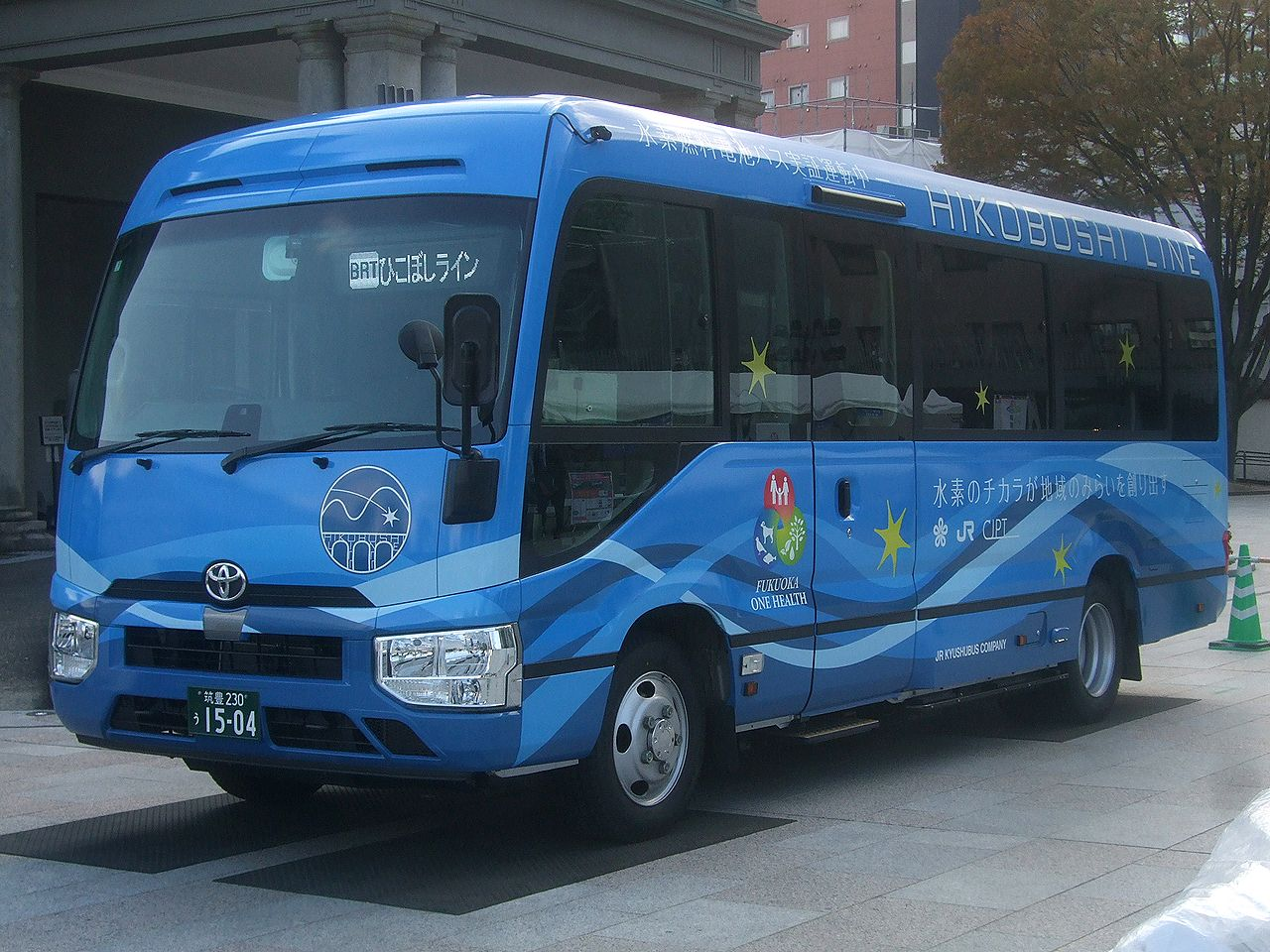
筑豊230 う 1504 トヨタ・FCコースター 水素エネルギーと沿線の青空をイメージした青系統の色

## 駅一覧
JR九州では、JR九州バスが経営する日田彦山線BRT（自動車線）における停留所などを「駅」と称しているため、本節においてもBRTの停留所を「駅」として記載する。
- 設置駅：36駅（うち24駅はBRT開業時に新設）
  - 駅名欄の「＋」印はBRT化後の新設駅、無印は鉄道時代から存在した駅を示す。
  - 通算の営業キロ[62]は添田駅を起点としたもの。この他に、JR九州の地方交通線と同様の擬制キロが定められている。
  - バス専用道路区間のキロポストは城野からの通算で表示される。

| 経路   | 駅名               | 駅間 営業 キロ | 通算 営業 キロ | 接続路線・備考                       | 所在地        | 所在地        |               |
| ------ | ------------------ | -------------- | -------------- | ------------------------------------ | ------------- | ------------- | ------------- |
| 一般道 | 添田駅             | －             | 0.0            | 九州旅客鉄道：日田彦山線（鉄道区間） | 福岡県        | 田川郡 添田町 |               |
| 一般道 | 畑川（医院前）駅＋ | 0.5            | 0.5            |                                      | 福岡県        | 田川郡 添田町 |               |
| 一般道 | 塚原駅＋           | 0.5            | 1.0            |                                      | 福岡県        | 田川郡 添田町 |               |
| 一般道 | 野田駅＋           | 0.5            | 1.5            |                                      | 福岡県        | 田川郡 添田町 |               |
| 一般道 | 歓遊舎ひこさん駅   | 0.6            | 2.1            | 道の駅歓遊舎ひこさん                 | 福岡県        | 田川郡 添田町 |               |
| 一般道 | 貴船橋駅＋         | 0.7            | 2.8            |                                      | 福岡県        | 田川郡 添田町 |               |
| 一般道 | 豊前桝田駅         | 0.9            | 3.7            |                                      | 福岡県        | 田川郡 添田町 |               |
| 一般道 | 柳原駅＋           | 1.0            | 4.7            |                                      | 福岡県        | 田川郡 添田町 |               |
| 一般道 | 下落合駅＋         | 0.7            | 5.4            |                                      | 福岡県        | 田川郡 添田町 |               |
| 一般道 | 屋形原駅＋         | 0.4            | 5.8            |                                      | 福岡県        | 田川郡 添田町 |               |
| 一般道 | 旧英彦中学校前駅＋ | 0.9            | 6.7            |                                      | 福岡県        | 田川郡 添田町 |               |
| 専用道 | 彦山駅             | 1.0            | 7.7            |                                      | 福岡県        | 田川郡 添田町 |               |
| 専用道 | 深倉駅＋           | 2.6            | 10.3           |                                      | 福岡県        | 田川郡 添田町 |               |
| 専用道 | 筑前岩屋駅         | 5.3            | 15.6           |                                      | 福岡県        | 朝倉郡 東峰村 | 朝倉郡 東峰村 |
| 専用道 | 大行司駅           | 4.2            | 19.8           |                                      | 福岡県        | 朝倉郡 東峰村 | 朝倉郡 東峰村 |
| 専用道 | 宝珠山駅           | 2.0            | 21.8           |                                      | 福岡県        | 朝倉郡 東峰村 | 朝倉郡 東峰村 |
| 一般道 | 吉竹駅＋           | 0.3            | 22.1           |                                      | 大分県 日田市 | 大分県 日田市 | 大分県 日田市 |
| 一般道 | 竹本駅＋           | 0.4            | 22.5           |                                      | 大分県 日田市 | 大分県 日田市 | 大分県 日田市 |
| 一般道 | 名本駅＋           | 0.5            | 23.0           |                                      | 大分県 日田市 | 大分県 日田市 | 大分県 日田市 |
| 一般道 | 大鶴駅             | 0.4            | 23.4           |                                      | 大分県 日田市 | 大分県 日田市 | 大分県 日田市 |
| 一般道 | 大明小中学校前駅＋ | 0.3            | 23.7           |                                      | 大分県 日田市 | 大分県 日田市 | 大分県 日田市 |
| 一般道 | 方司口駅＋         | 0.6            | 24.3           |                                      | 大分県 日田市 | 大分県 日田市 | 大分県 日田市 |
| 一般道 | 伏尾駅＋           | 0.6            | 24.9           |                                      | 大分県 日田市 | 大分県 日田市 | 大分県 日田市 |
| 一般道 | 今山駅             | 1.0            | 25.9           |                                      | 大分県 日田市 | 大分県 日田市 | 大分県 日田市 |
| 一般道 | 釘原駅＋           | 0.2            | 26.1           |                                      | 大分県 日田市 | 大分県 日田市 | 大分県 日田市 |
| 一般道 | 小鶴駅＋           | 0.5            | 26.6           |                                      | 大分県 日田市 | 大分県 日田市 | 大分県 日田市 |
| 一般道 | 上村駅＋           | 1.0            | 27.6           |                                      | 大分県 日田市 | 大分県 日田市 | 大分県 日田市 |
| 一般道 | 祝原駅＋           | 0.7            | 28.3           |                                      | 大分県 日田市 | 大分県 日田市 | 大分県 日田市 |
| 一般道 | 夜明駅             | 0.9            | 29.2           | 九州旅客鉄道：久大本線               | 大分県 日田市 | 大分県 日田市 | 大分県 日田市 |
| 一般道 | 北友田駅＋         | 4.2            | 33.4           |                                      | 大分県 日田市 | 大分県 日田市 | 大分県 日田市 |
| 一般道 | 南友田駅＋         | 0.9            | 34.3           |                                      | 大分県 日田市 | 大分県 日田市 | 大分県 日田市 |
| 一般道 | 光岡駅             | 1.0            | 35.3           | 九州旅客鉄道：久大本線               | 大分県 日田市 | 大分県 日田市 | 大分県 日田市 |
| 一般道 | 林工西口駅＋       | －             | －             | 下り2便、上り8便のみ停車             | 大分県 日田市 | 大分県 日田市 | 大分県 日田市 |
| 一般道 | 昭和学園前駅＋     | －             | －             | 下り2便、上り8便のみ停車             | 大分県 日田市 | 大分県 日田市 | 大分県 日田市 |
| 一般道 | 日田市役所前駅＋   | －             | －             | 下り2便、上り8便のみ停車             | 大分県 日田市 | 大分県 日田市 | 大分県 日田市 |
| 一般道 | 日田駅             | 2.4            | 37.7           | 九州旅客鉄道：久大本線               | 大分県 日田市 | 大分県 日田市 | 大分県 日田市 |

### 各駅補足
旧鉄道駅の詳細については、当該記事を参照。
- 宝珠山駅 - 夜明駅間では、列車代行バス運行時、すでに駅間に停車場所が設けられていた[70]が、BRTでの駅の配置は代行バスとは一部で異なっている[61]。
  - 大鶴駅は旧駅舎前での乗降から、北西に離れた国道上での乗降に変わった[71]。
  - 代行バスの停車場所「沙羅前」付近に名本駅が設けられた。
  - 代行バスの停車場所「迫」に代えて、南側に大明小中学校前駅が設けられた。
  - 今山駅は国道上での乗降から鉄道駅前での乗降に変わり、代行バスの今山駅乗降場所付近に釘原駅が設けられた。
- 北友田駅、南友田駅は周辺に商店があり、買い物に利用したいという住民の要望を受けて設置された[6]。
- 林工西口駅、昭和学園前駅、日田市役所前駅には営業キロおよび擬制キロの設定はなく、外方駅（光岡駅方面からは日田駅、日田駅方面からは光岡駅）までの営業キロ・擬制キロを適用する[62]。
- また、代行バス時代は彦山駅 - 筑前岩屋駅間は国道を経由し、この間に小石原庁舎前、宝珠山庁舎前が設けられていたがBRTではこの区間は釈迦岳トンネルを経由するためBRTに入っていない。
- 筑前岩屋駅 - 大行司駅間には「棚田親水公園駅」（バス停）を設置する予定だったが、東峰村との協議の結果、中止となった[43]。

#### BRT新設駅の画像（添田駅 - 宝珠山駅間）

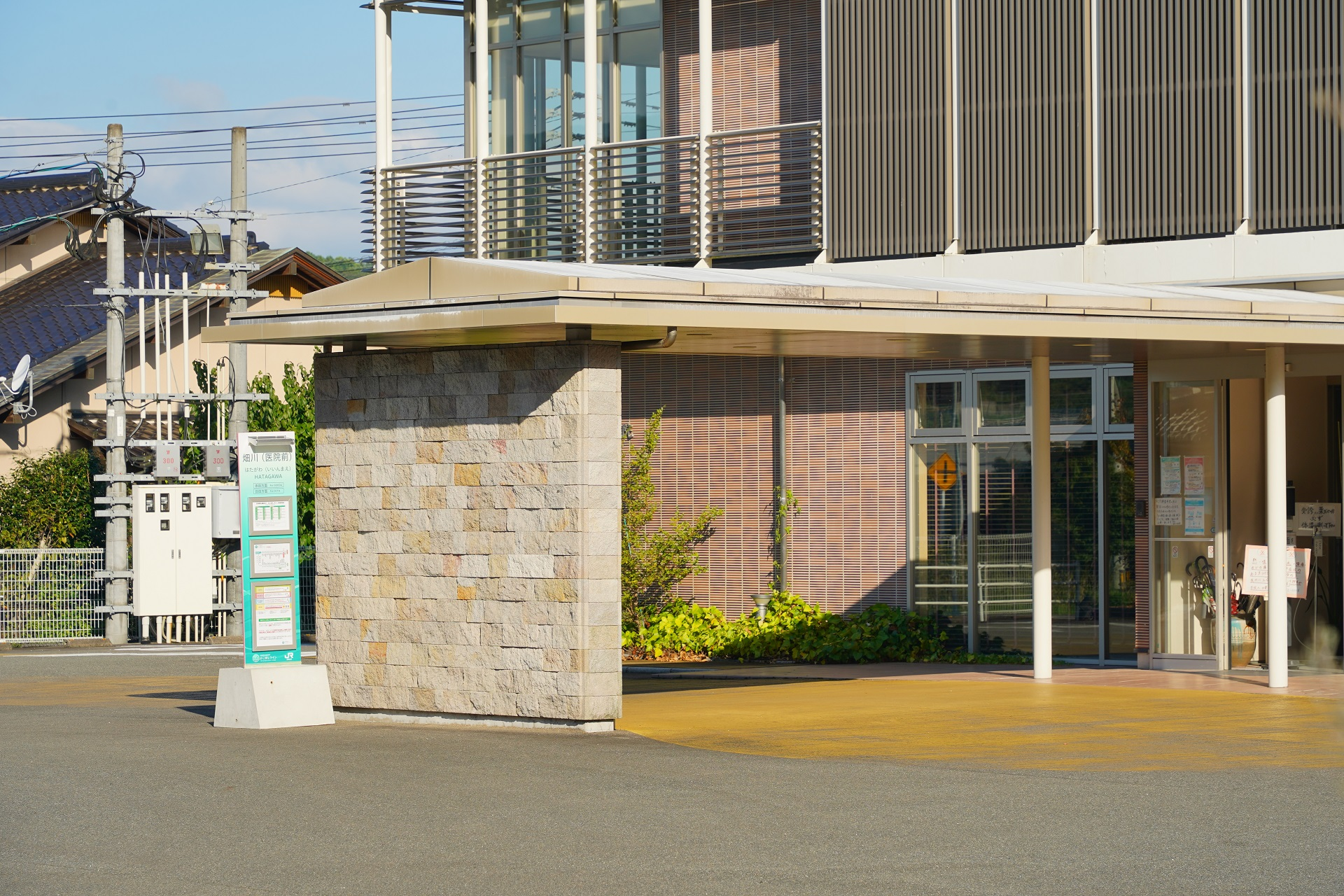
畑川（医院前）駅。病院の敷地に乗り入れ、玄関前で乗降が可能。
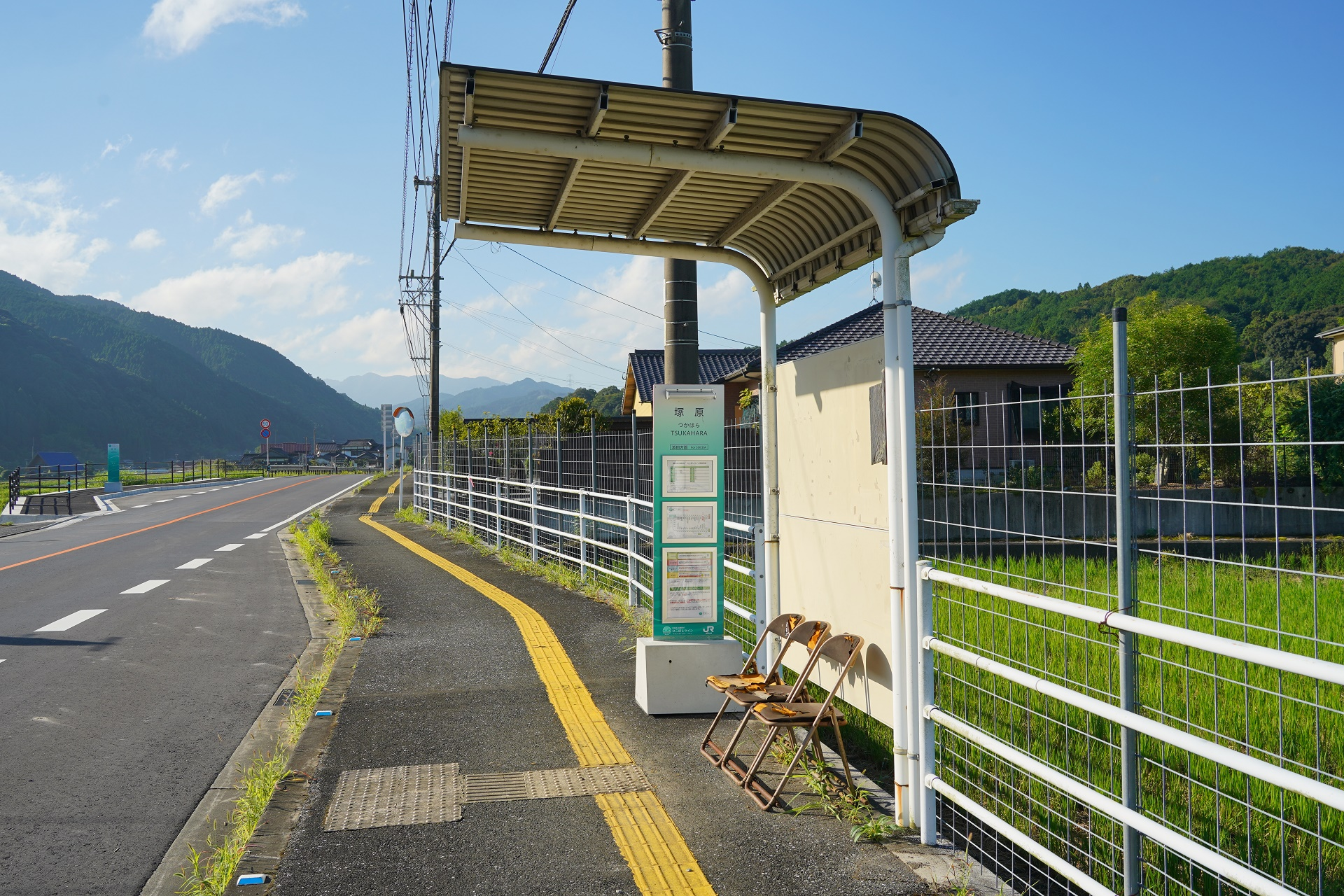
塚原駅（添田方面のりば）。左奥は日田方面のりば。双方にバスベイ有。
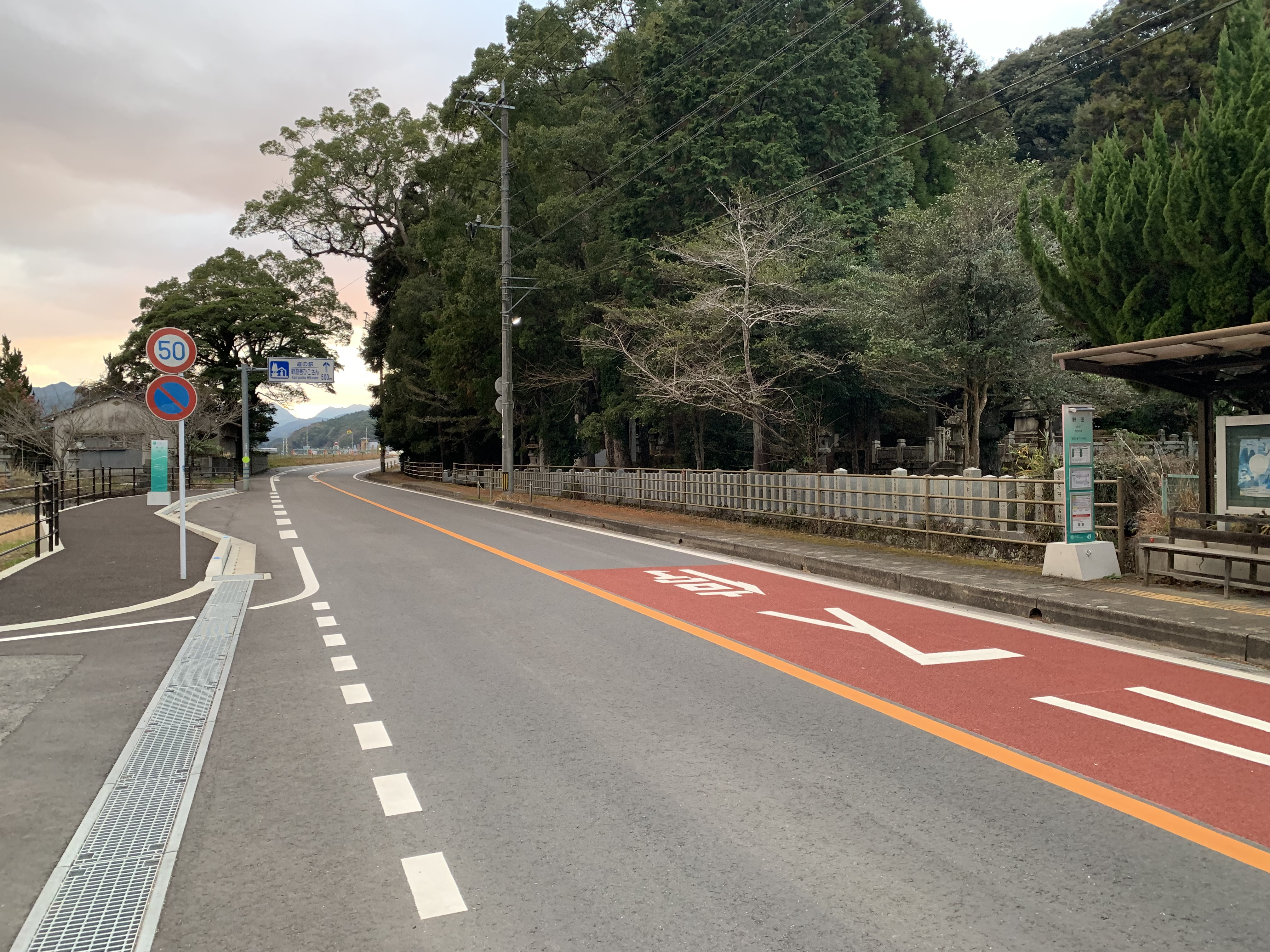
野田駅。右に添田方面、左奥に日田方面のりば。日田方面のみバスベイ有。
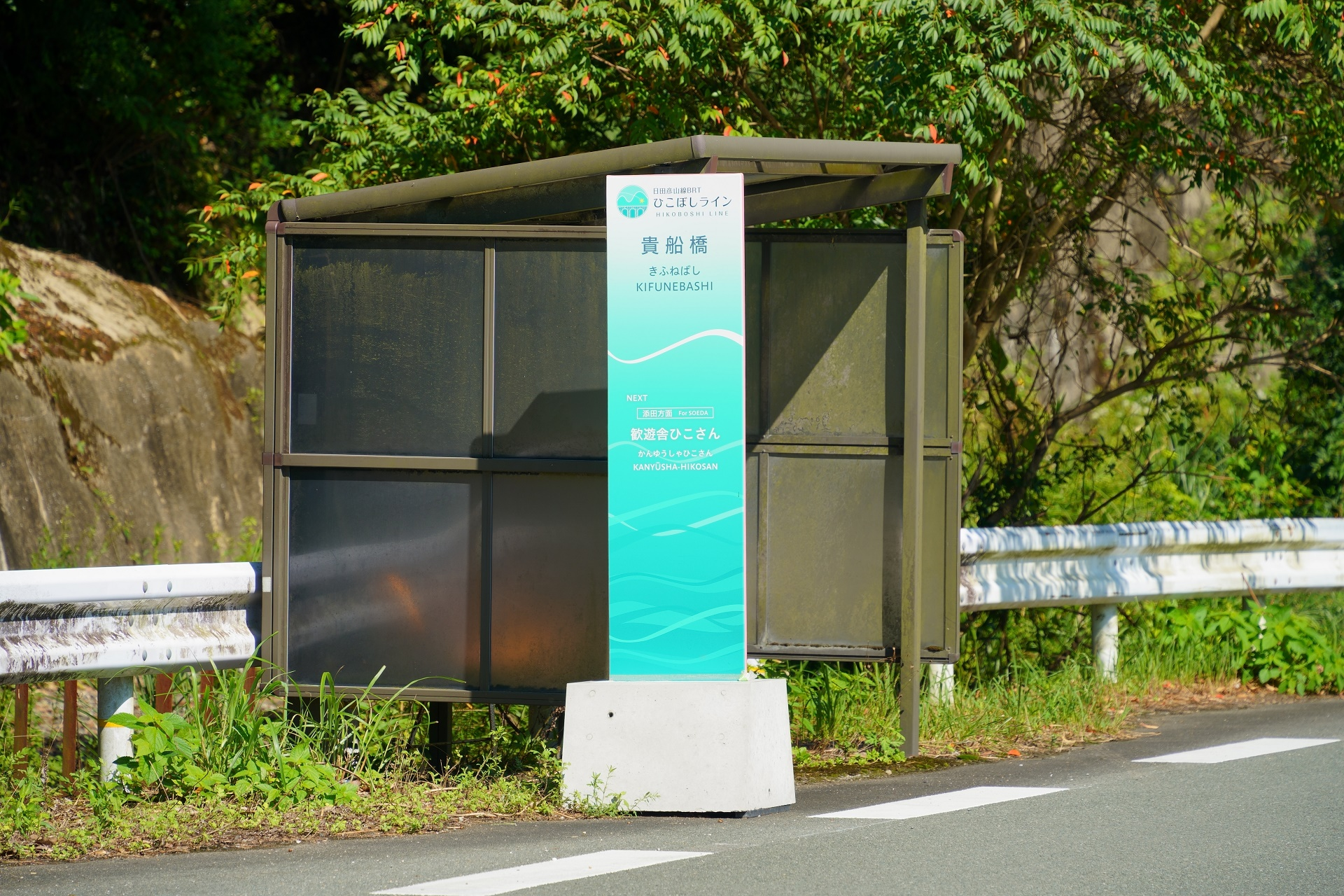
貴船橋駅（添田方面のりば）
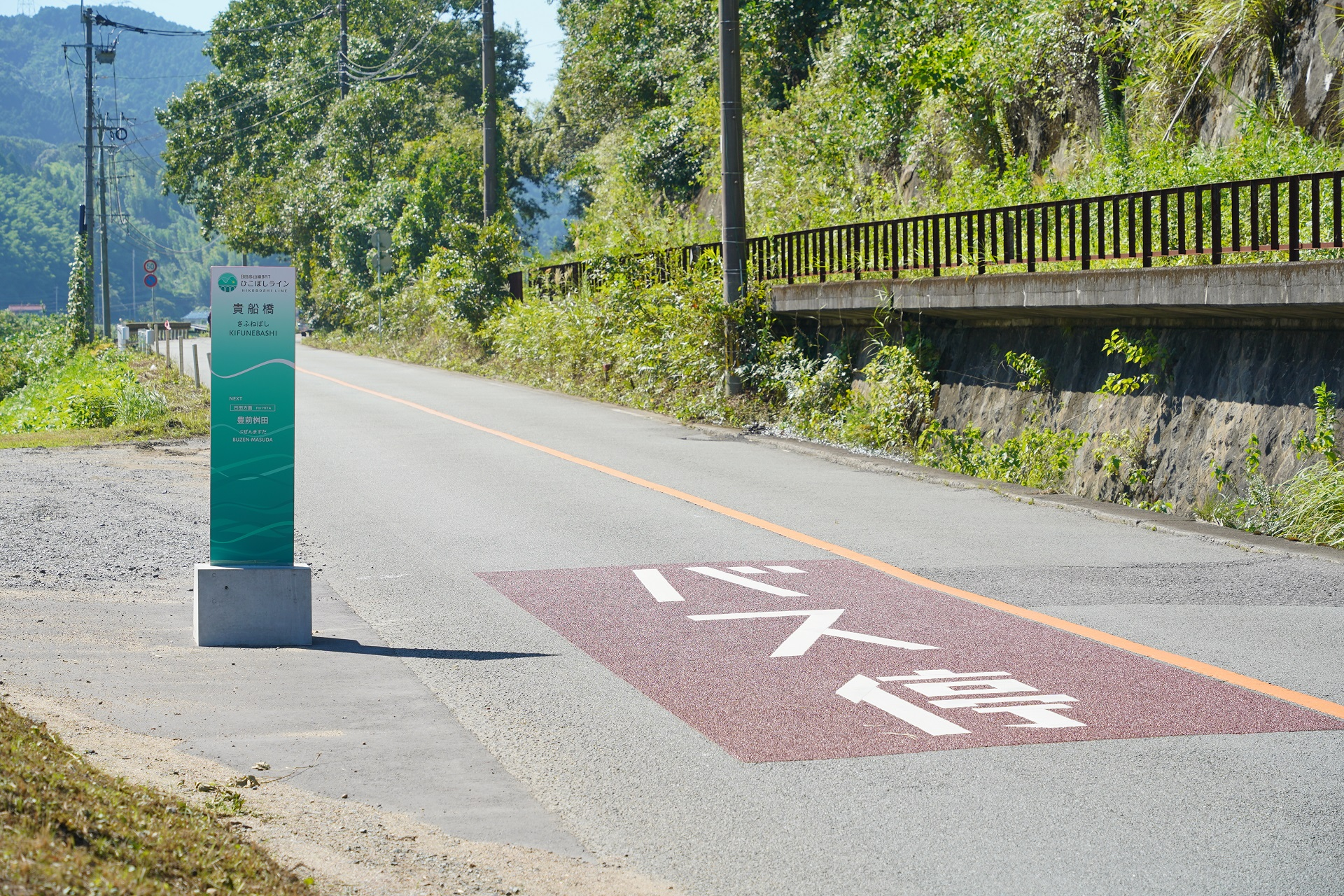
貴船橋駅（日田方面のりば）
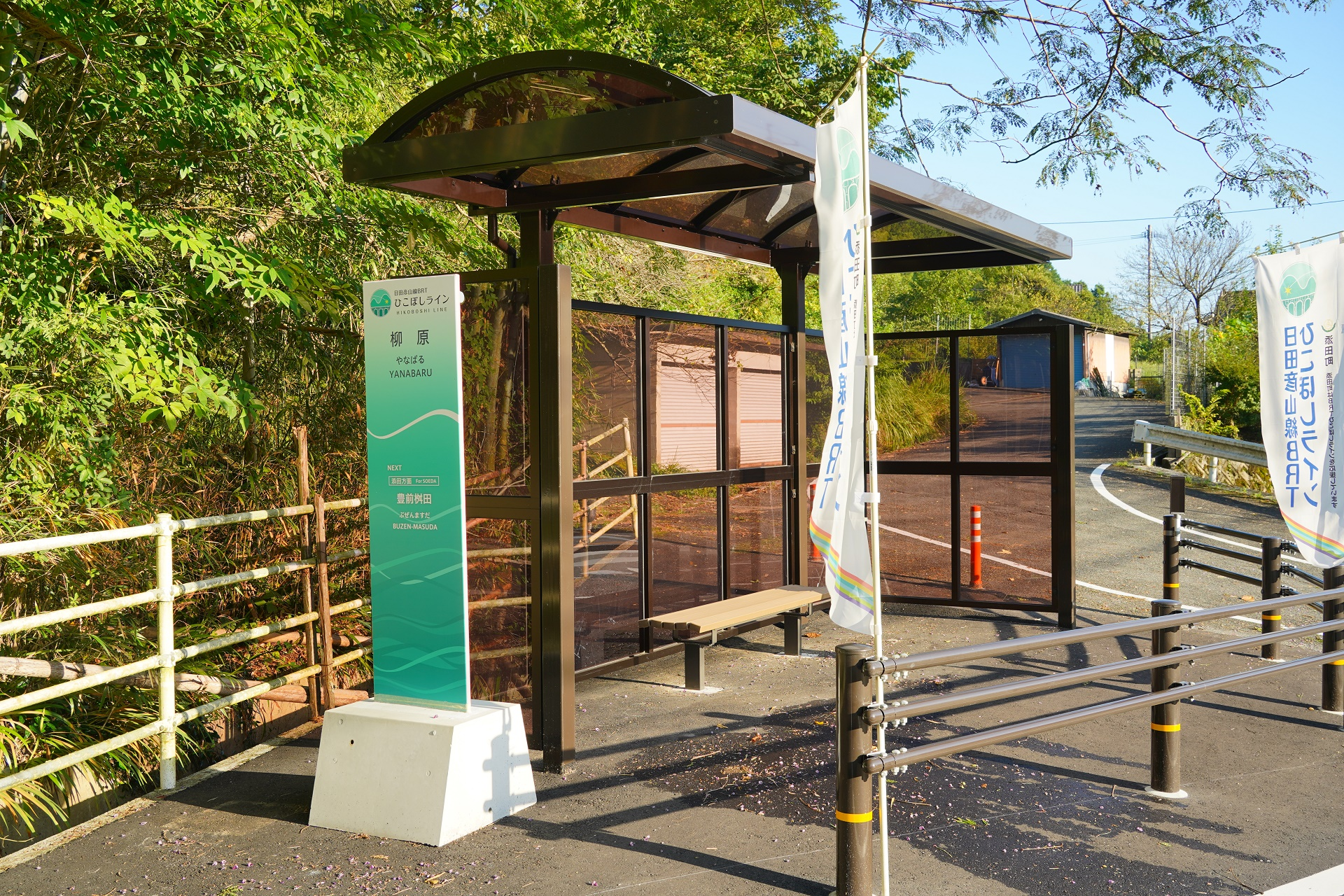
柳原駅（添田方面のりば）
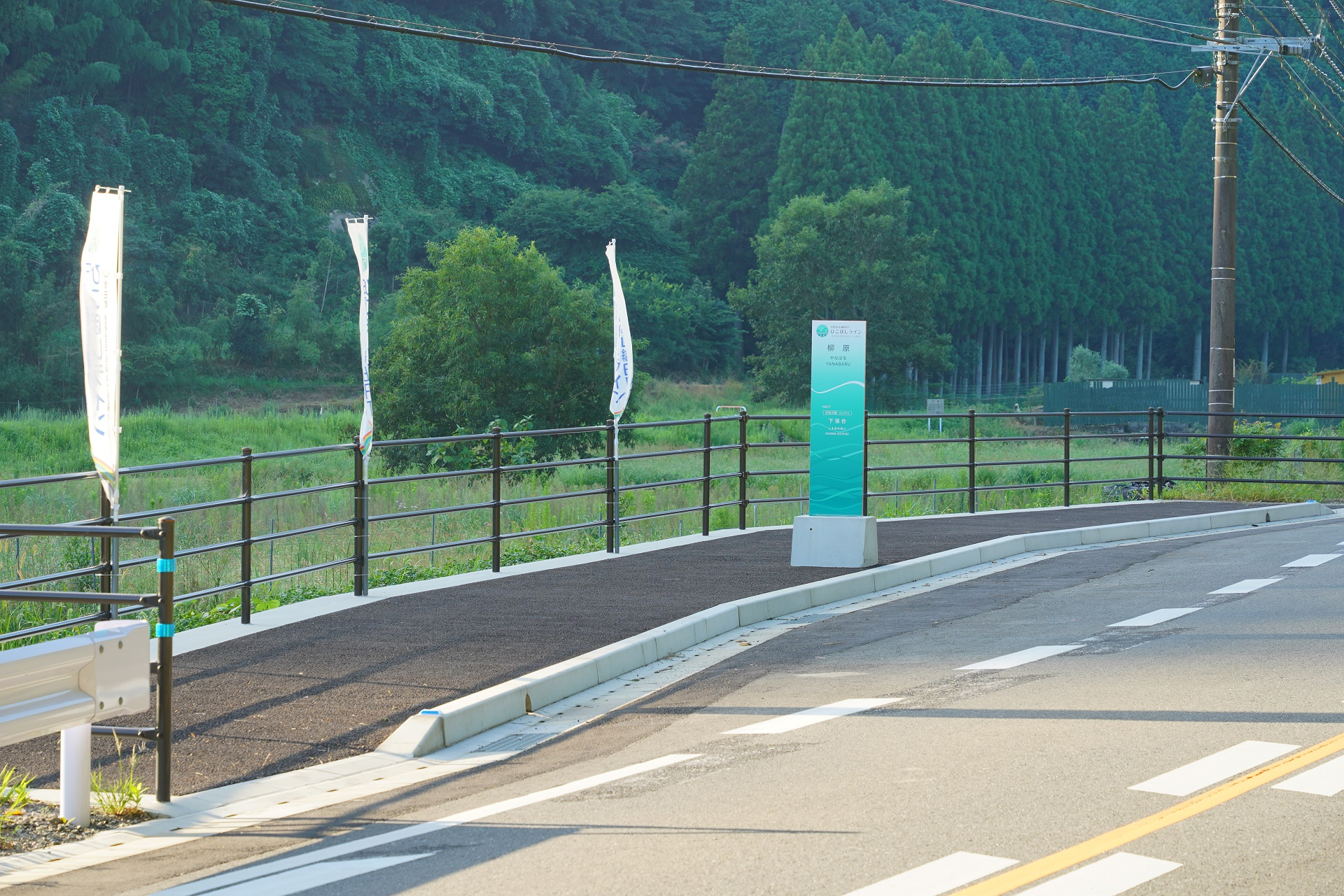
柳原駅（日田方面のりば）。バスベイ有。
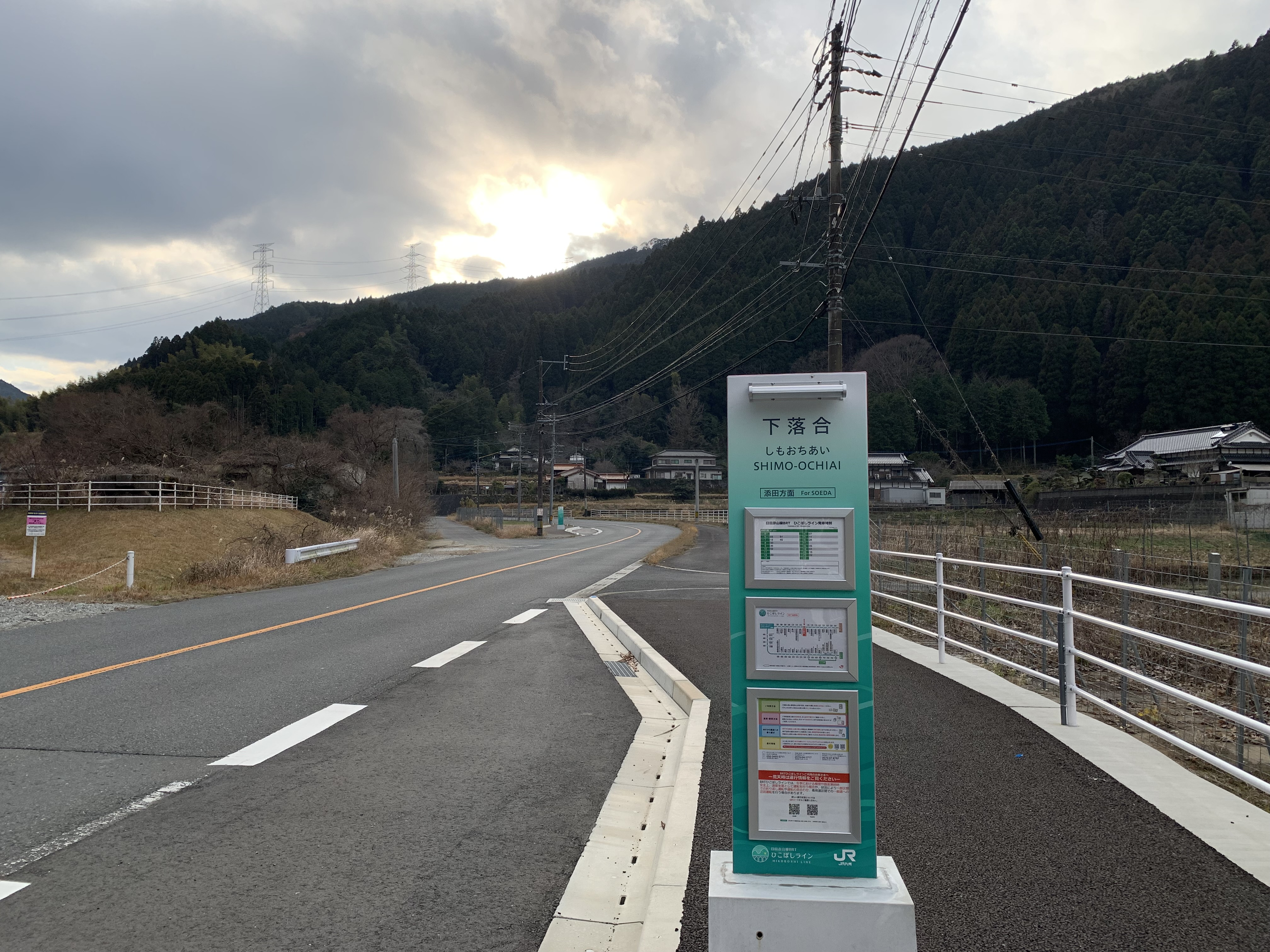
下落合駅（添田方面のりば）。左奥は日田方面のりば。双方にバスベイ有。
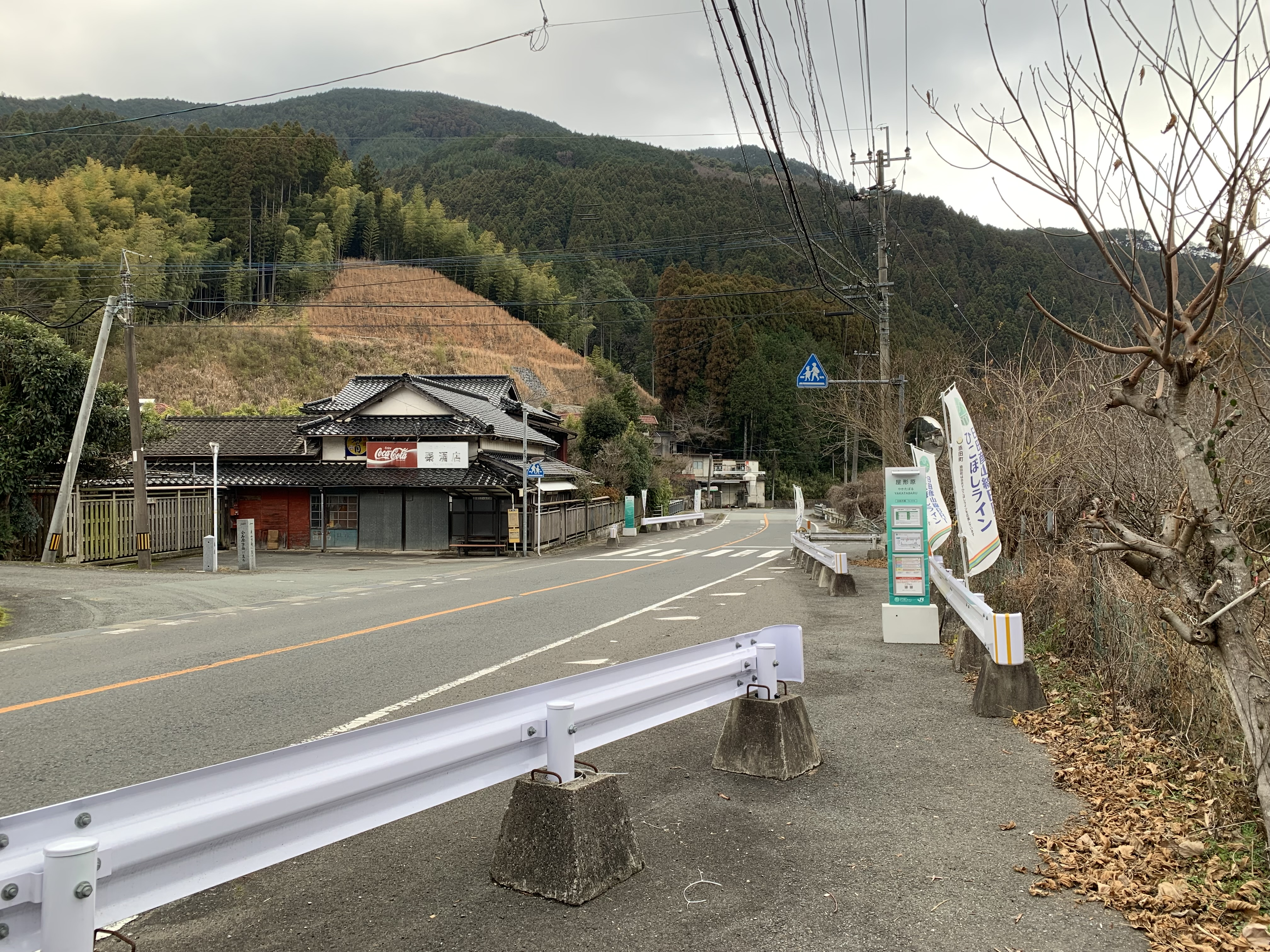
屋形原駅（日田方面のりば）。左奥は添田方面のりば。双方にバスベイ有。
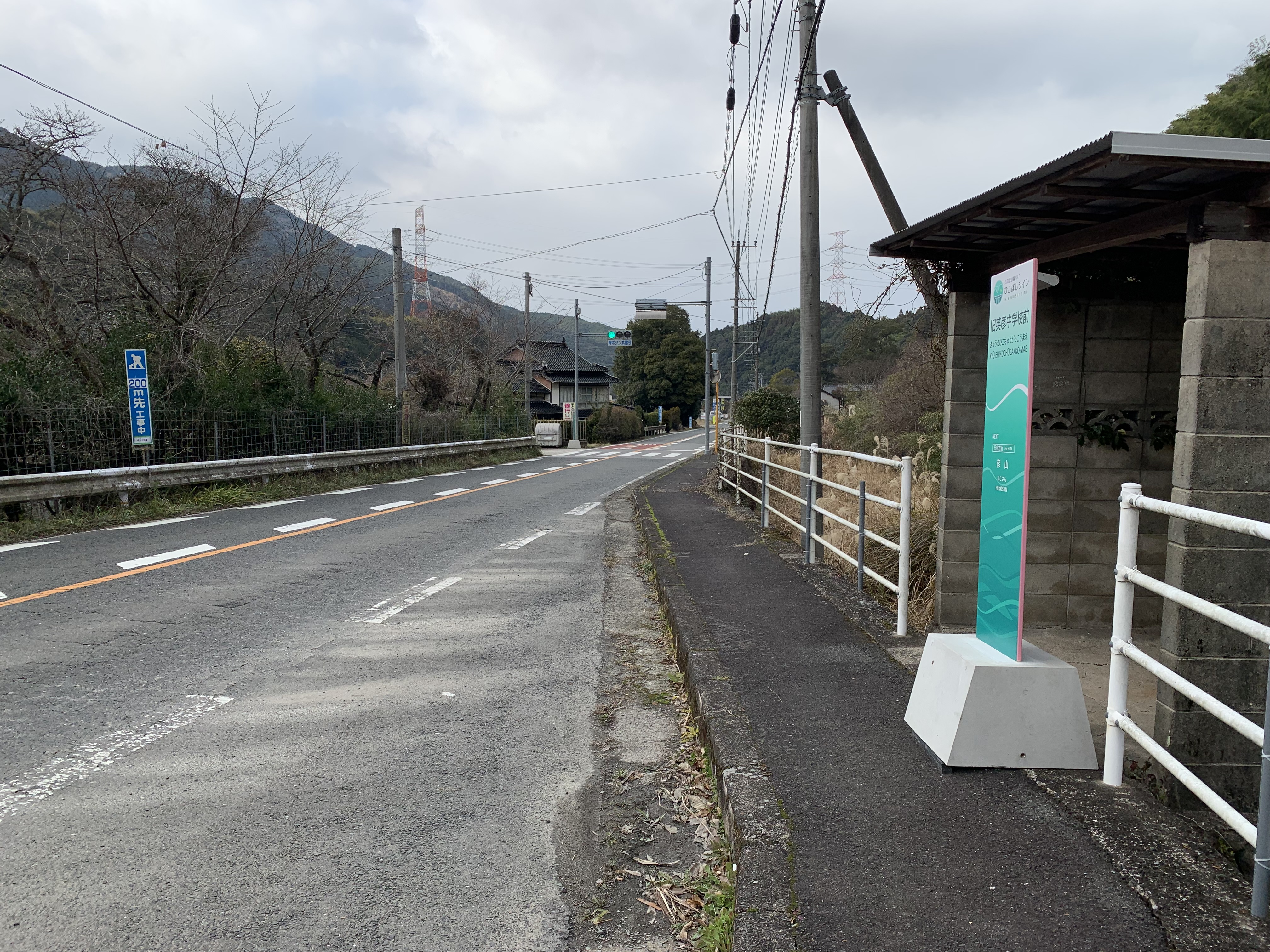
旧英彦中学校前駅（日田方面のりば）。左奥は添田方面のりば。日田方面のみバスベイ有。
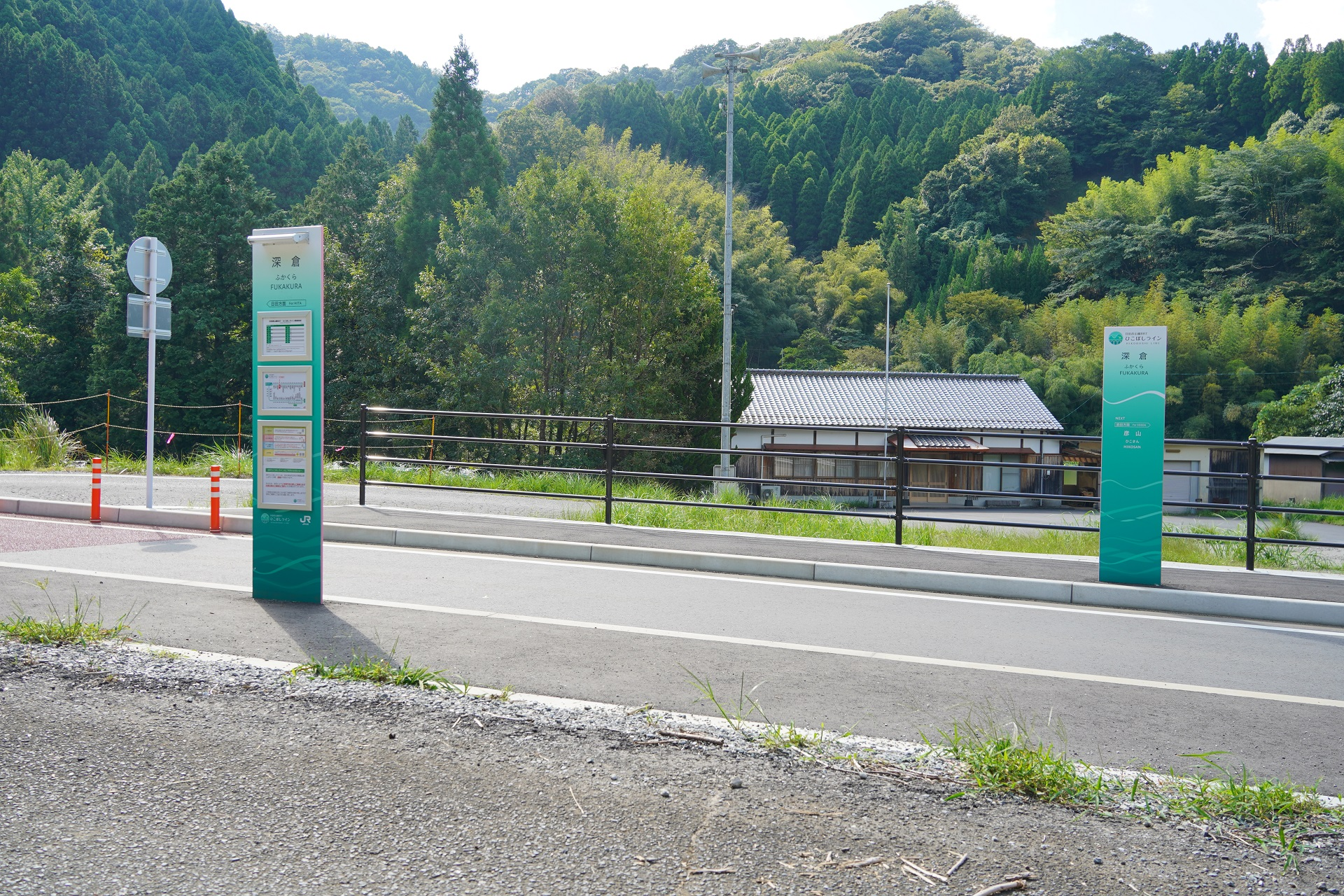
深倉駅。BRT専用道上に新設されている。右に添田方面、左に日田方面のりば。

#### BRT新設駅の画像（宝珠山駅 - 夜明駅間）

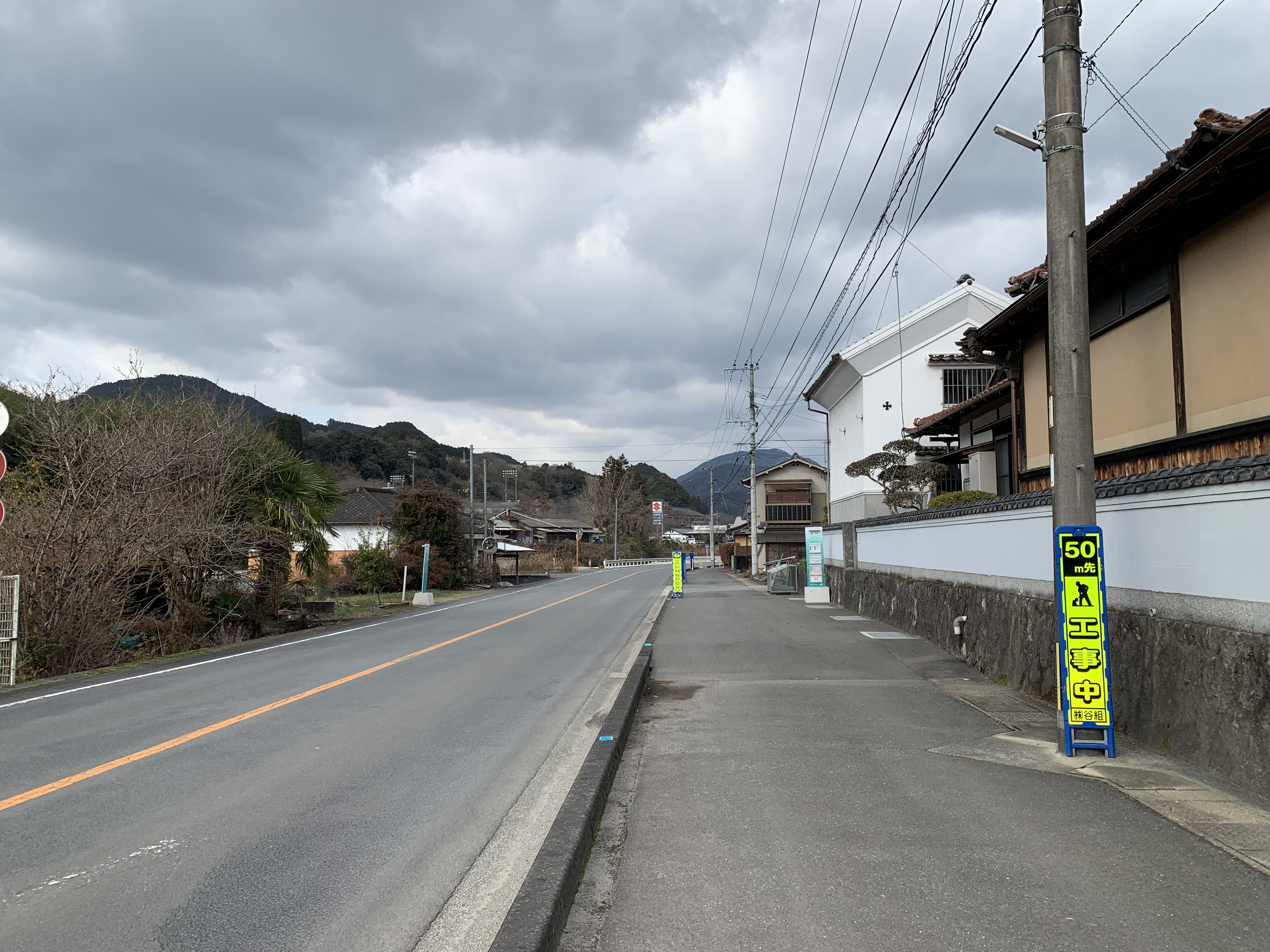
吉竹駅。右に日田方面、左に添田方面のりば。
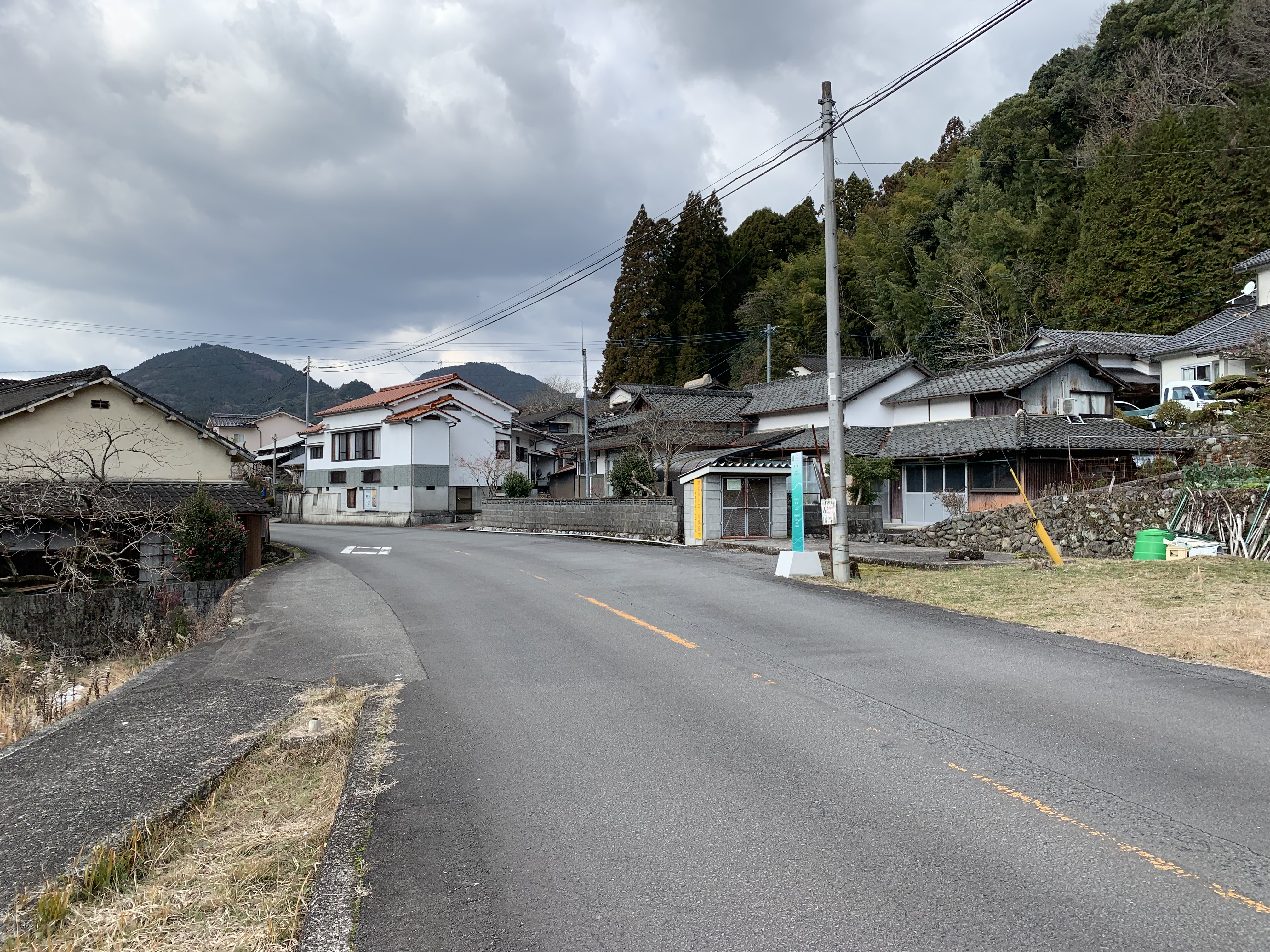
竹本駅（日田方面のりば）。駅サインは日田方面のりばのみ。
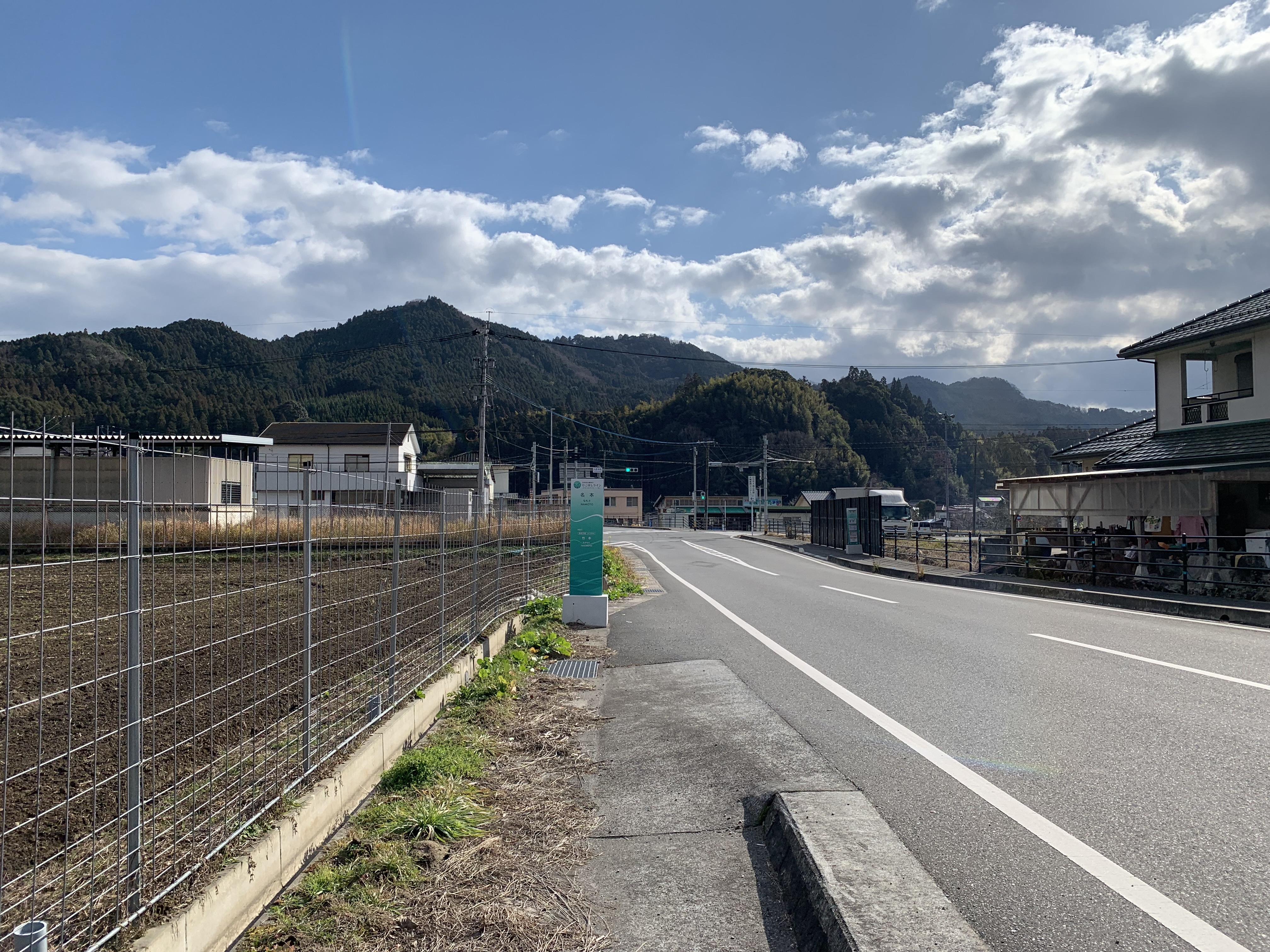
名本駅（添田方面のりば）。右奥は日田方面のりば。
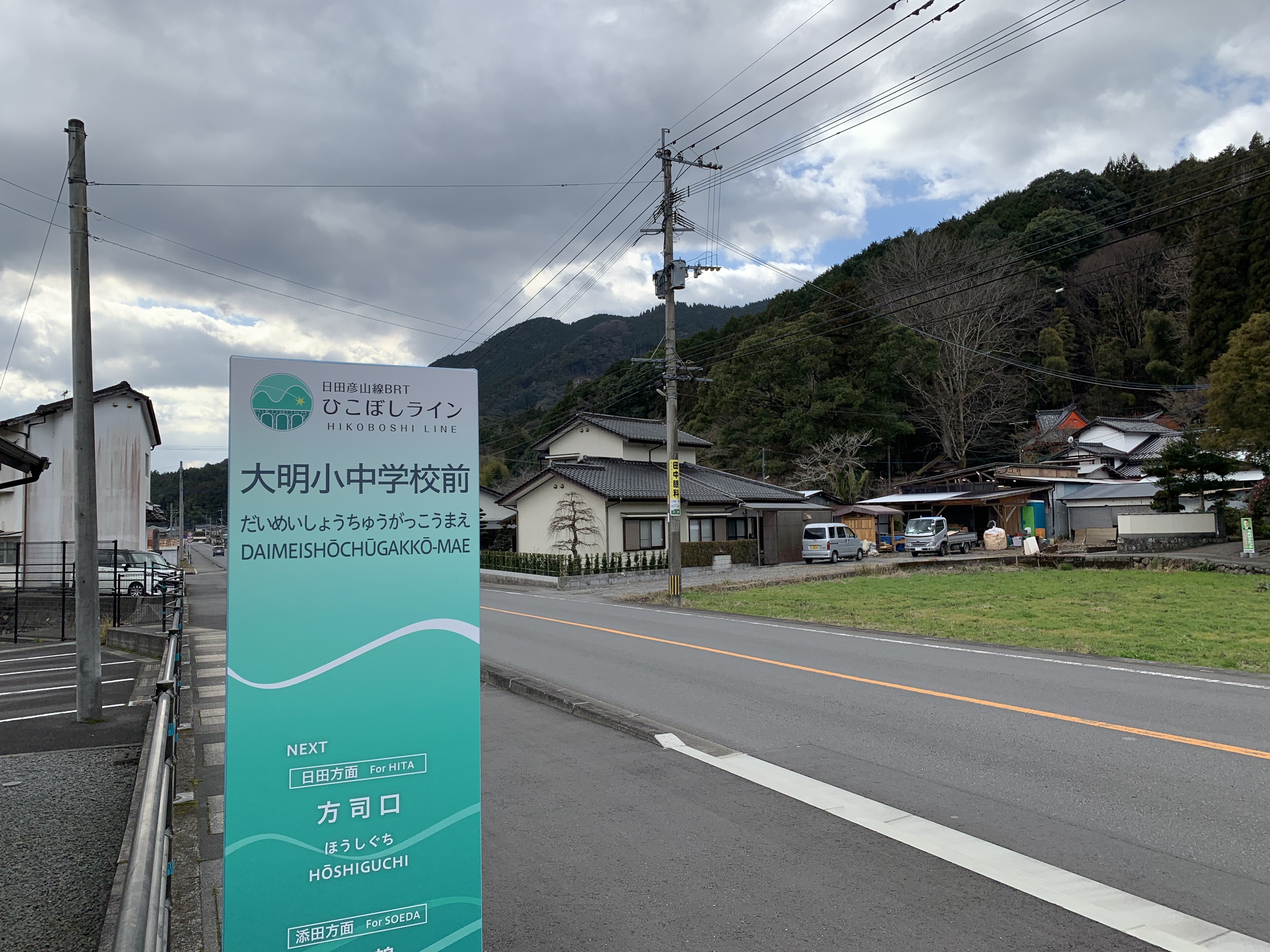
大明小中学校前駅（日田方面のりば）。駅サインは日田方面のりばのみ。
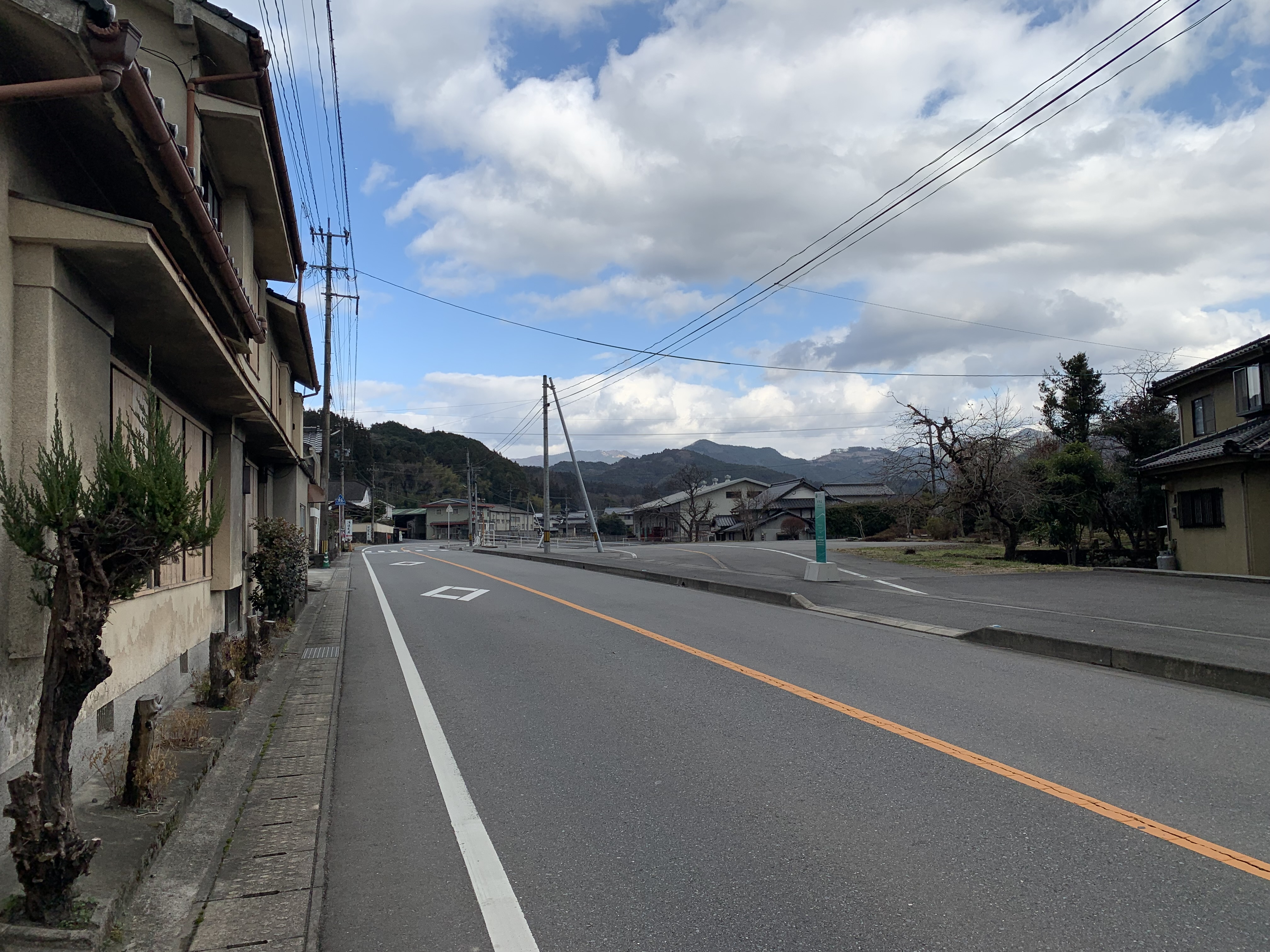
方司口駅（日田方面のりば）。駅サインは日田方面のりばのみ。
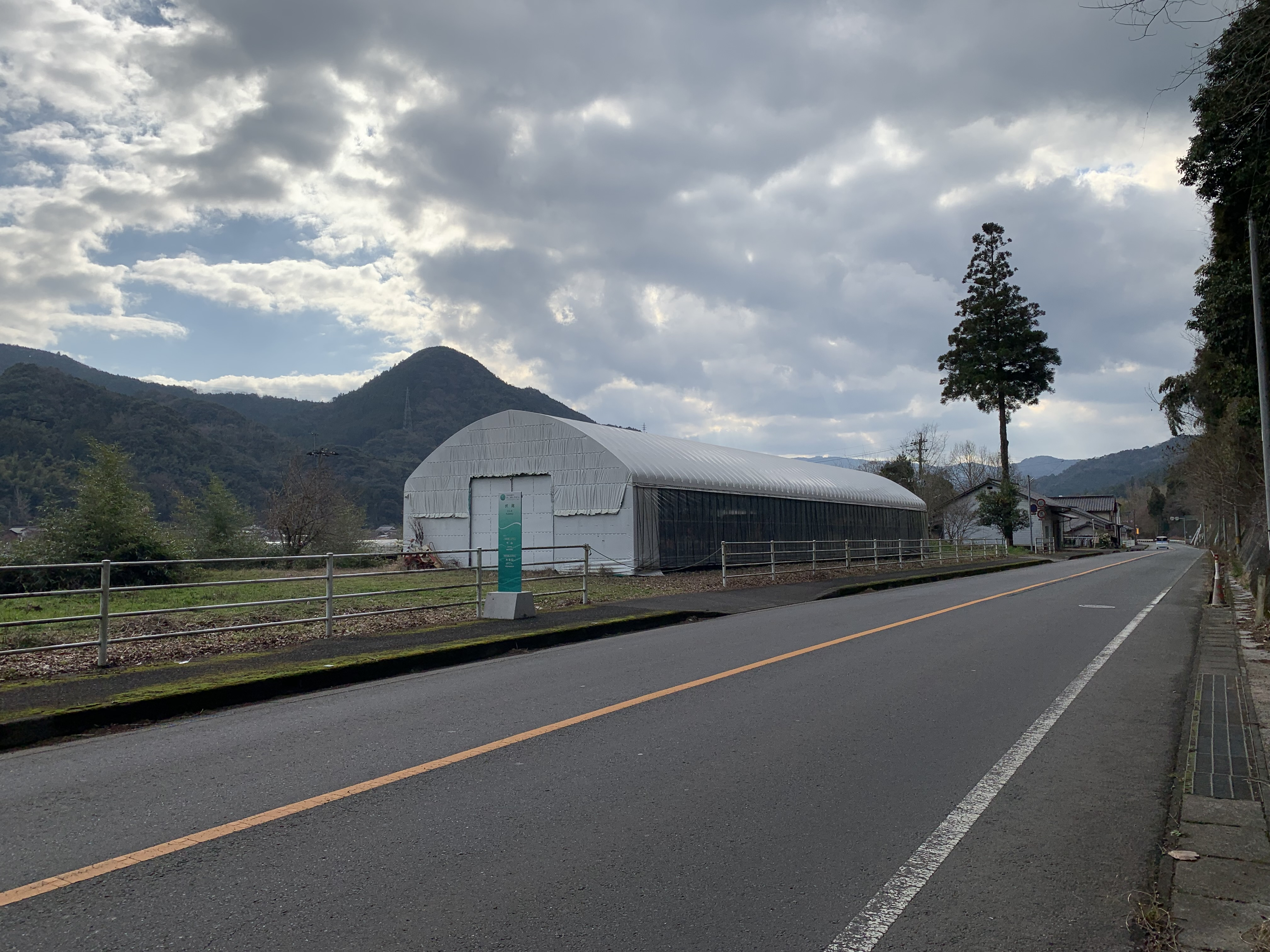
伏尾駅（日田方面のりば）。駅サインは日田方面のりばのみ。
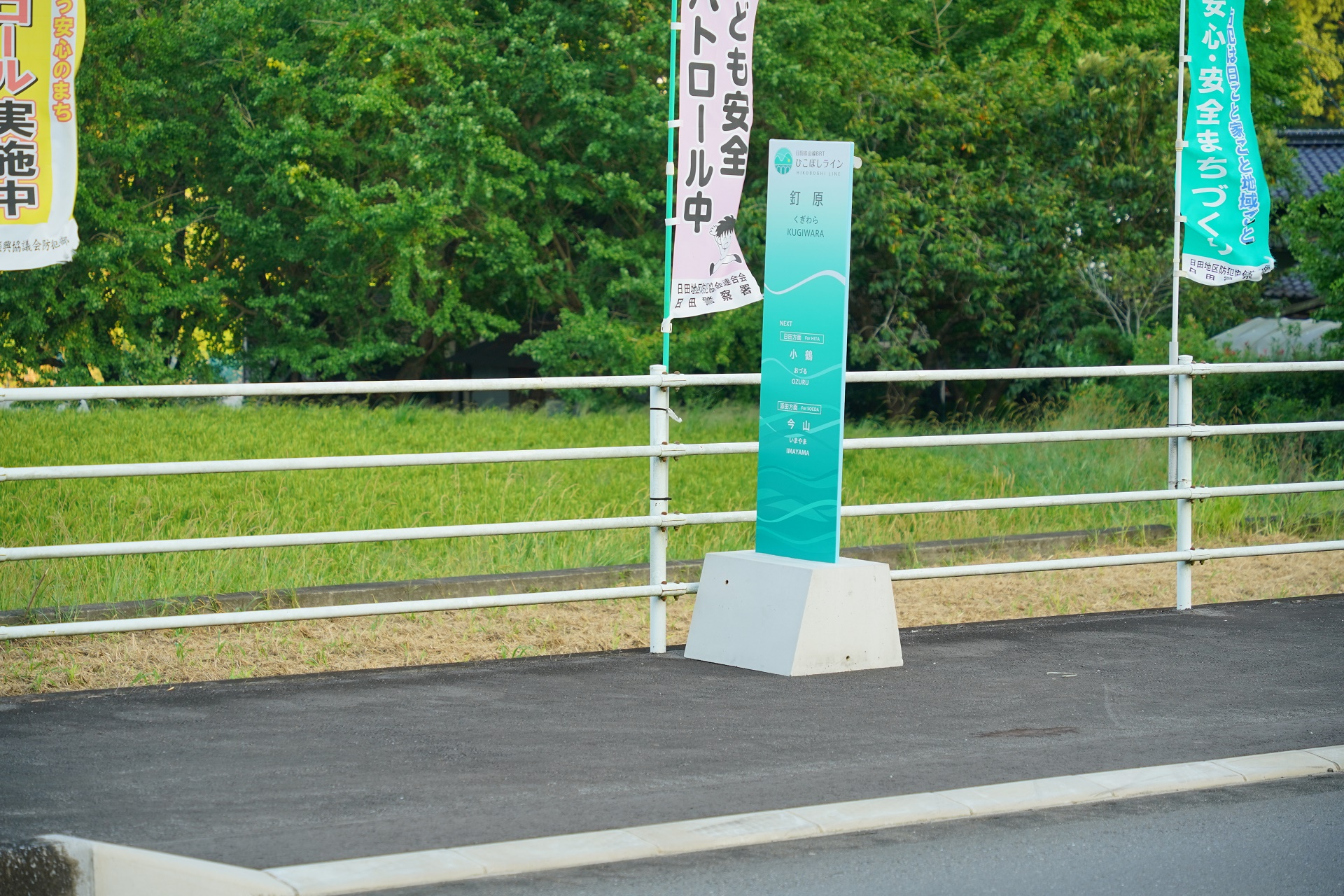
釘原駅（日田方面のりば）。駅サインは日田方面のりばのみ。
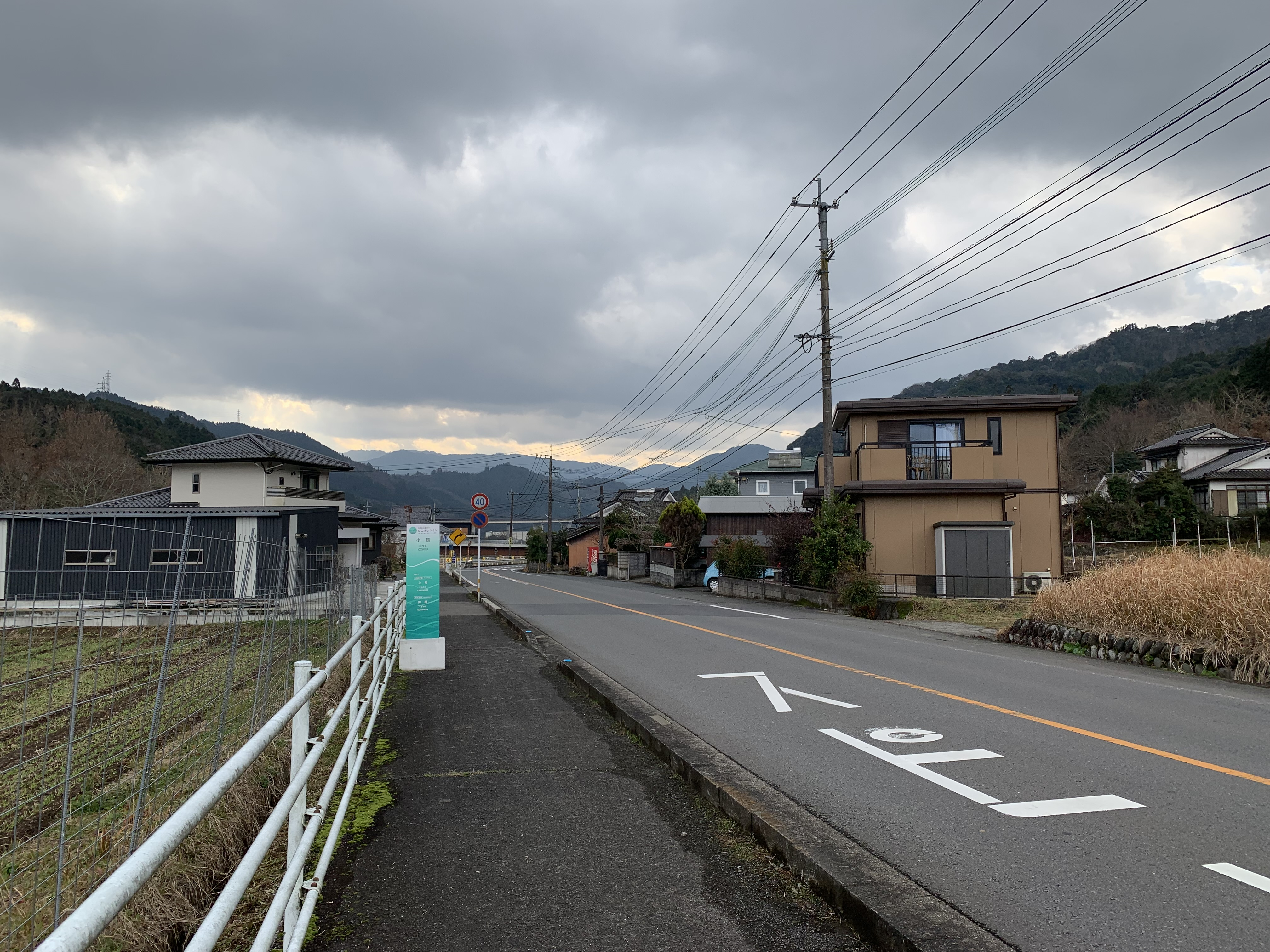
小鶴駅（日田方面のりば）。駅サインは日田方面のりばのみ。
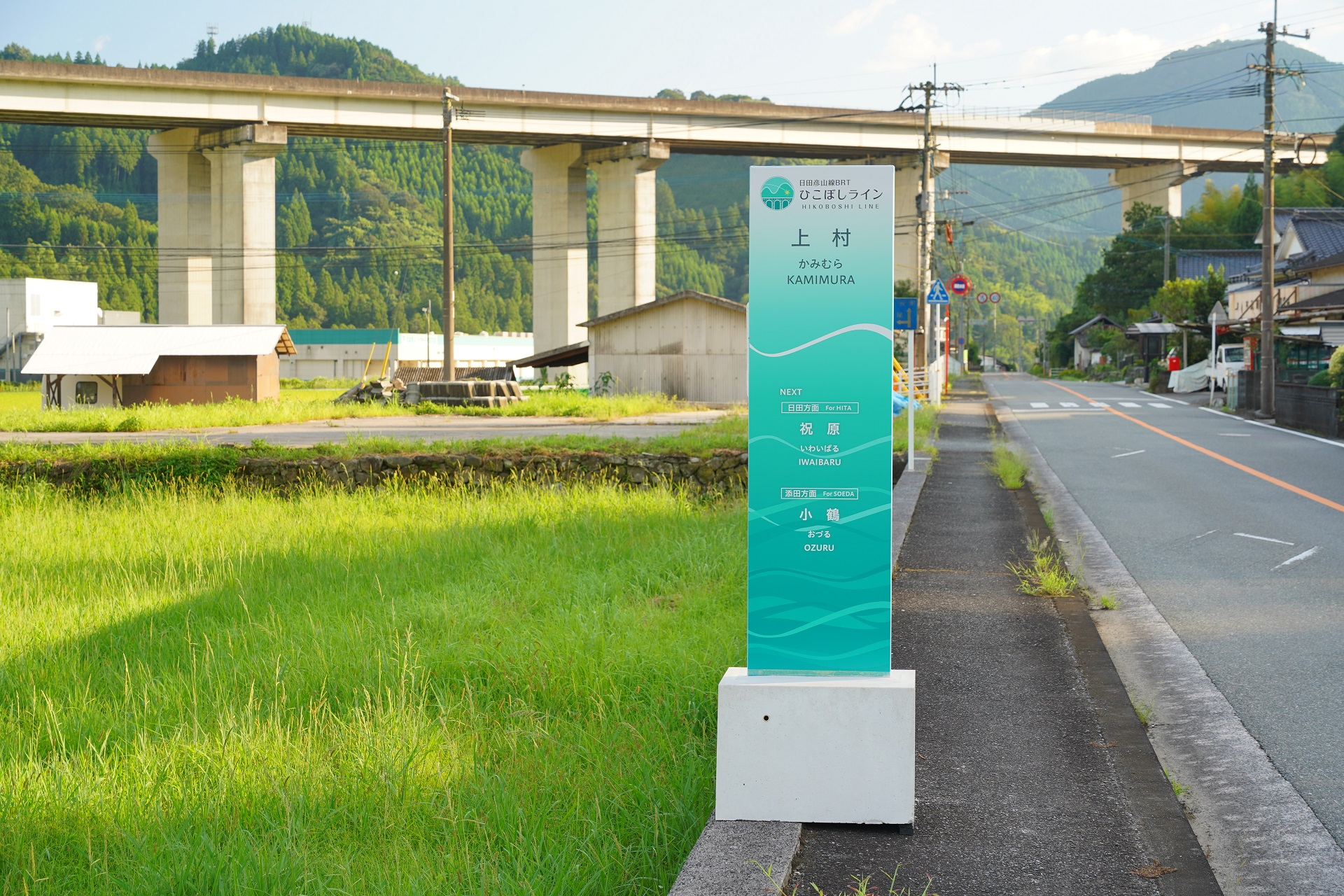
上村駅（日田方面のりば）。駅サインは日田方面のりばのみ。
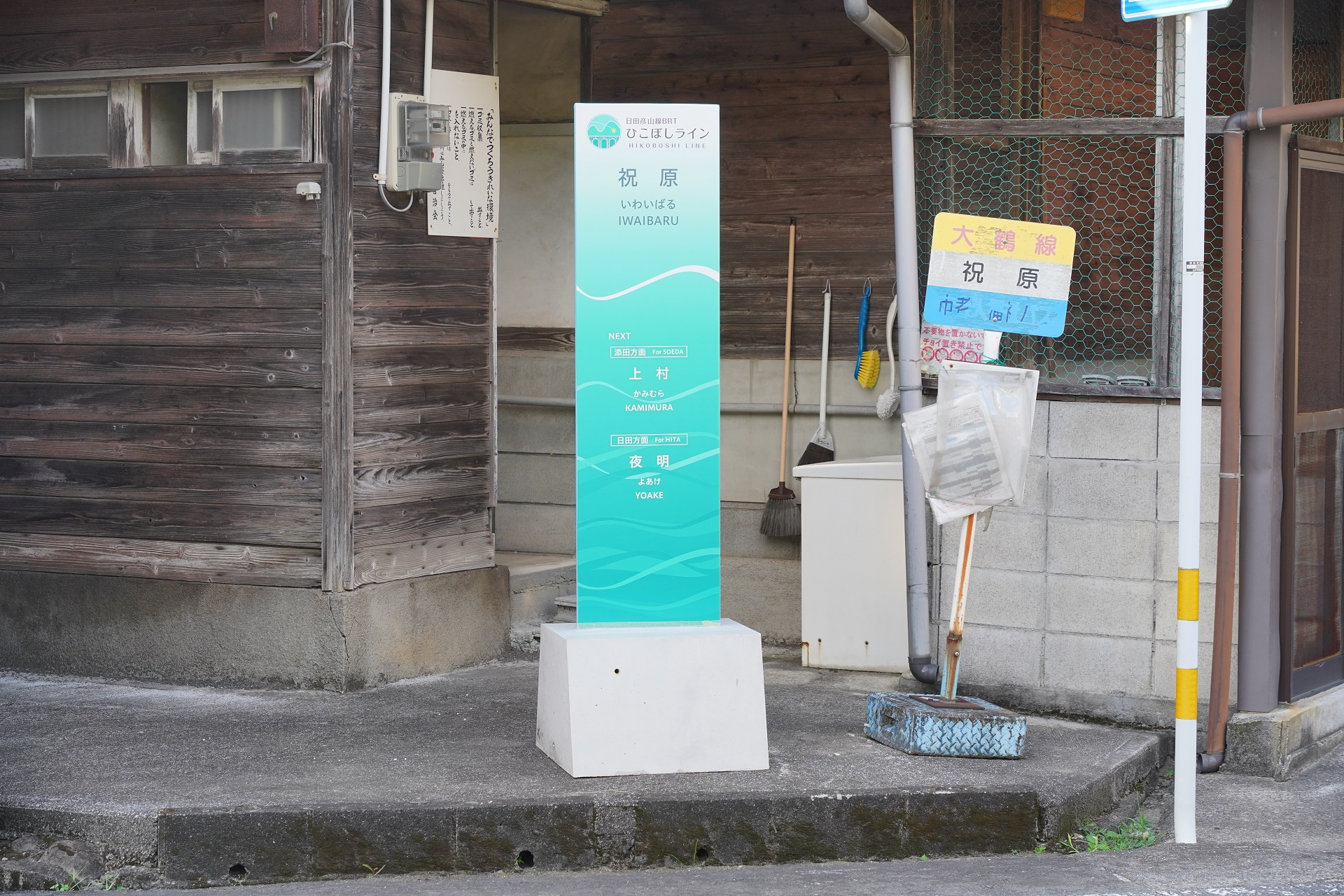
祝原駅（添田方面のりば）。駅サインは添田方面のりばのみ。

#### BRT新設駅の画像（夜明駅 - 日田駅間）

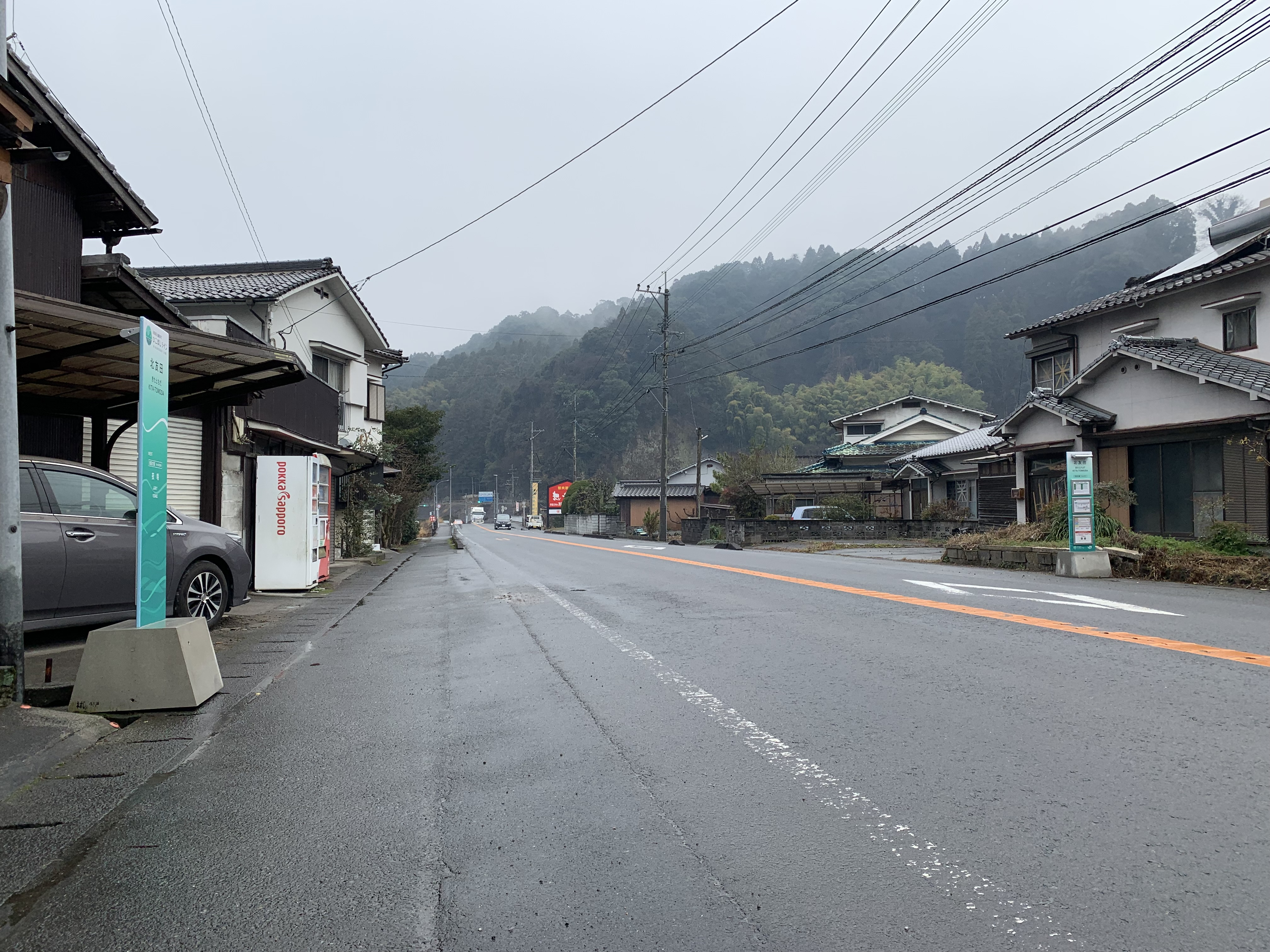
北友田駅。右に日田方面、左に添田方面のりば。なお、2025年2月3日から当面の間は近隣の迂回ルート上に移転している。
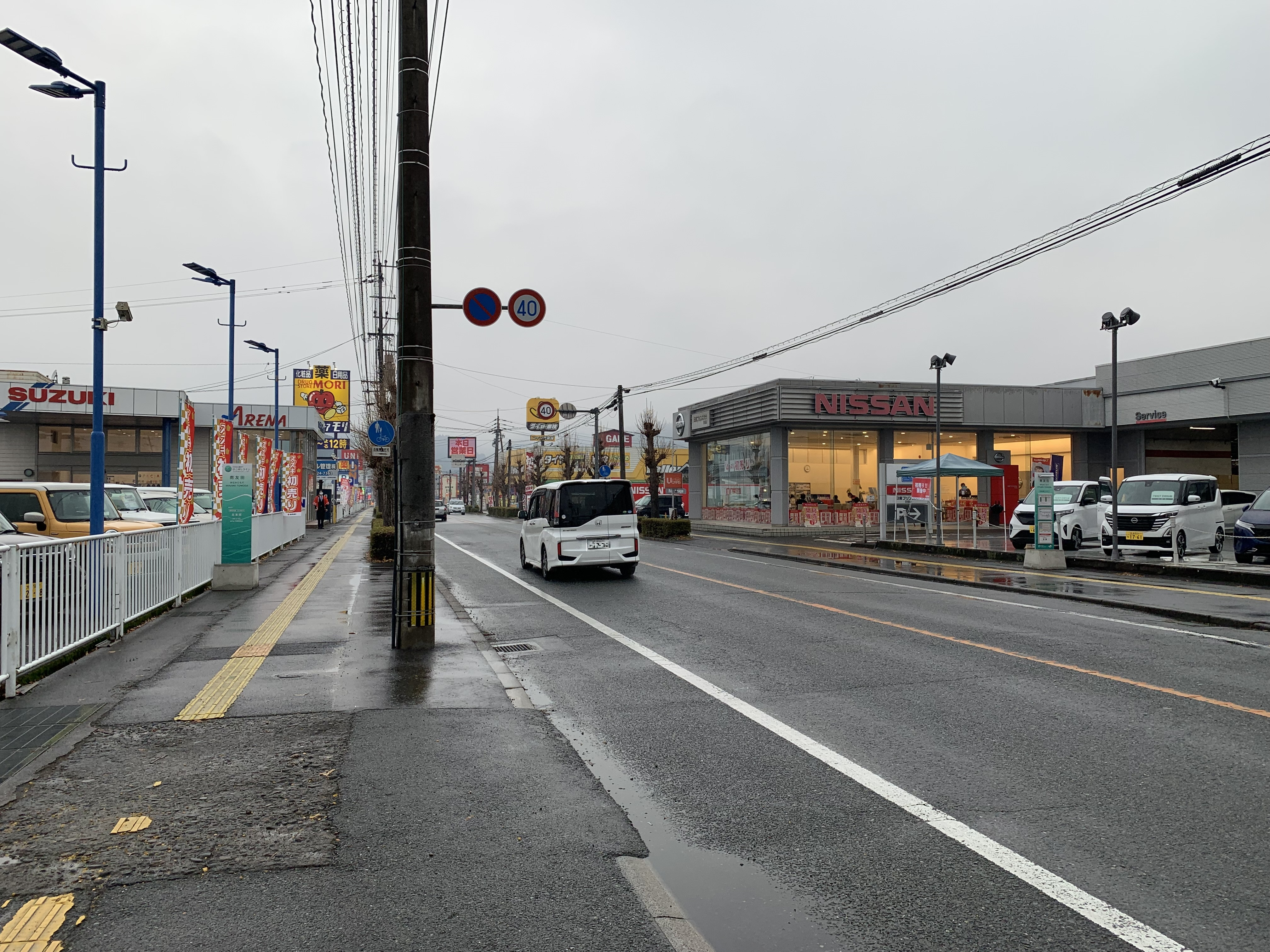
南友田駅。右に日田方面、左に添田方面のりば。なお、2025年2月3日から当面の間は近隣の迂回ルート上に移転している。
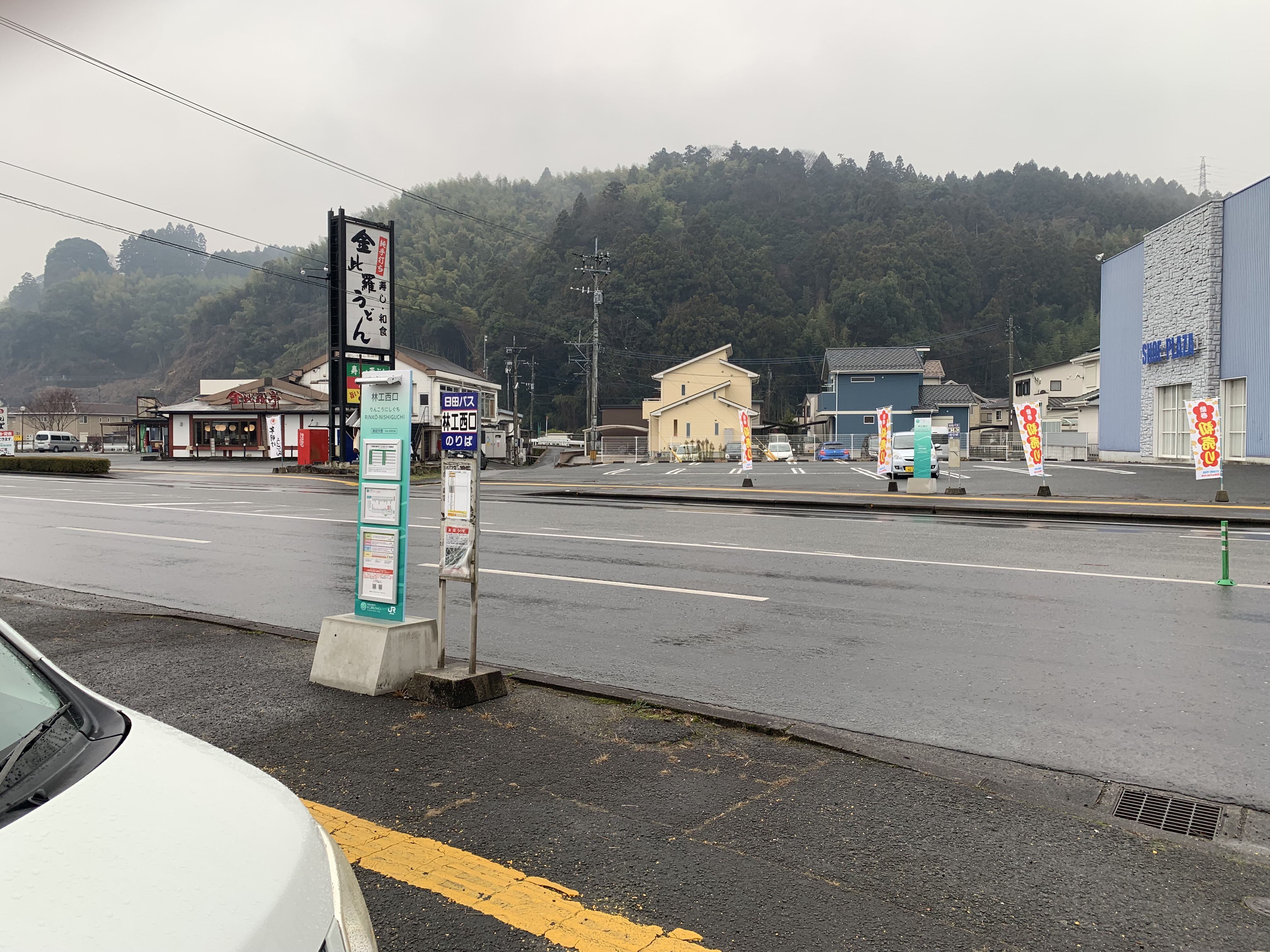
林工西口駅（添田方面のりば）。右奥は日田方面のりば。
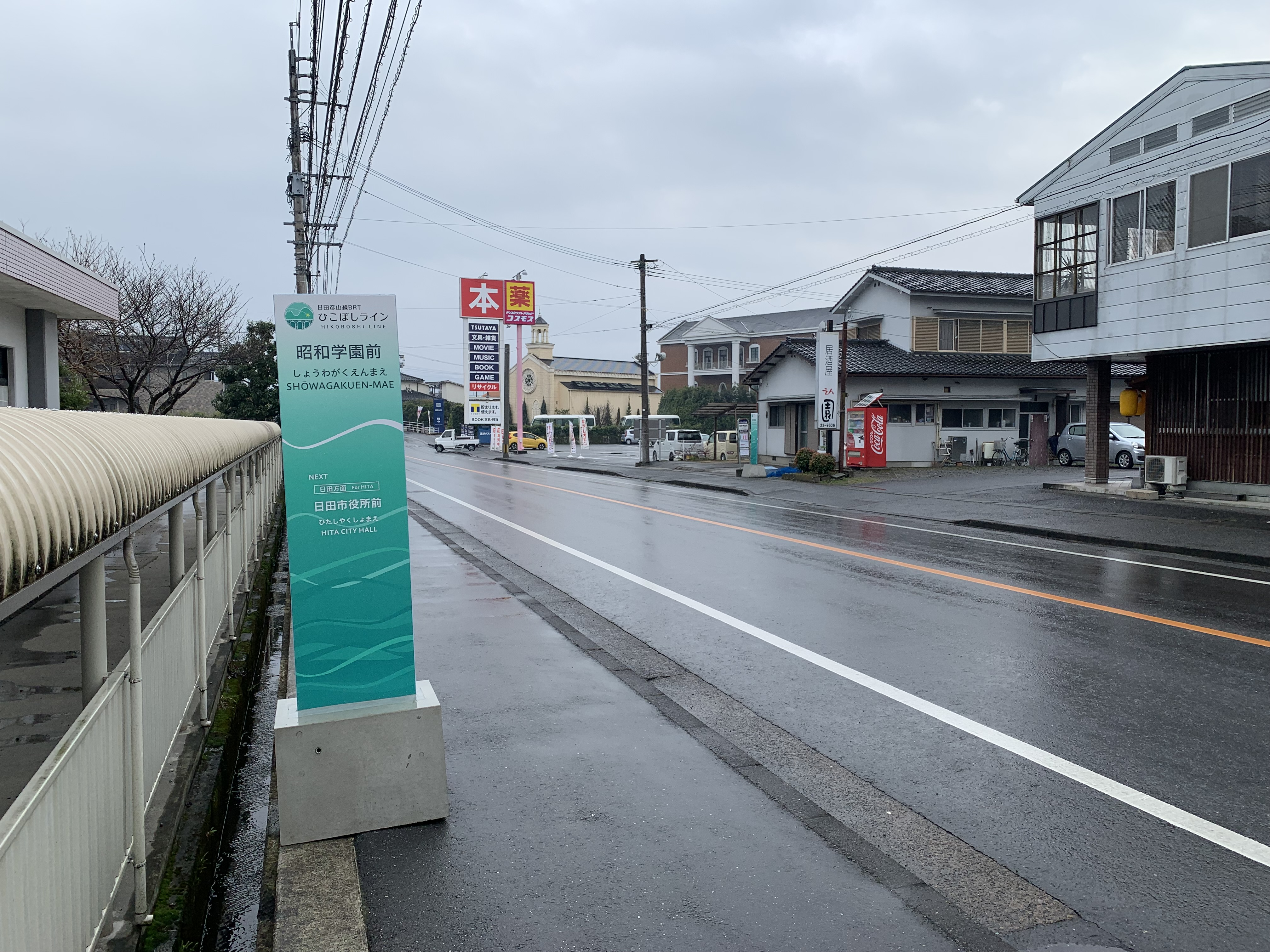
昭和学園前駅（日田方面のりば）。右奥は添田方面のりば。
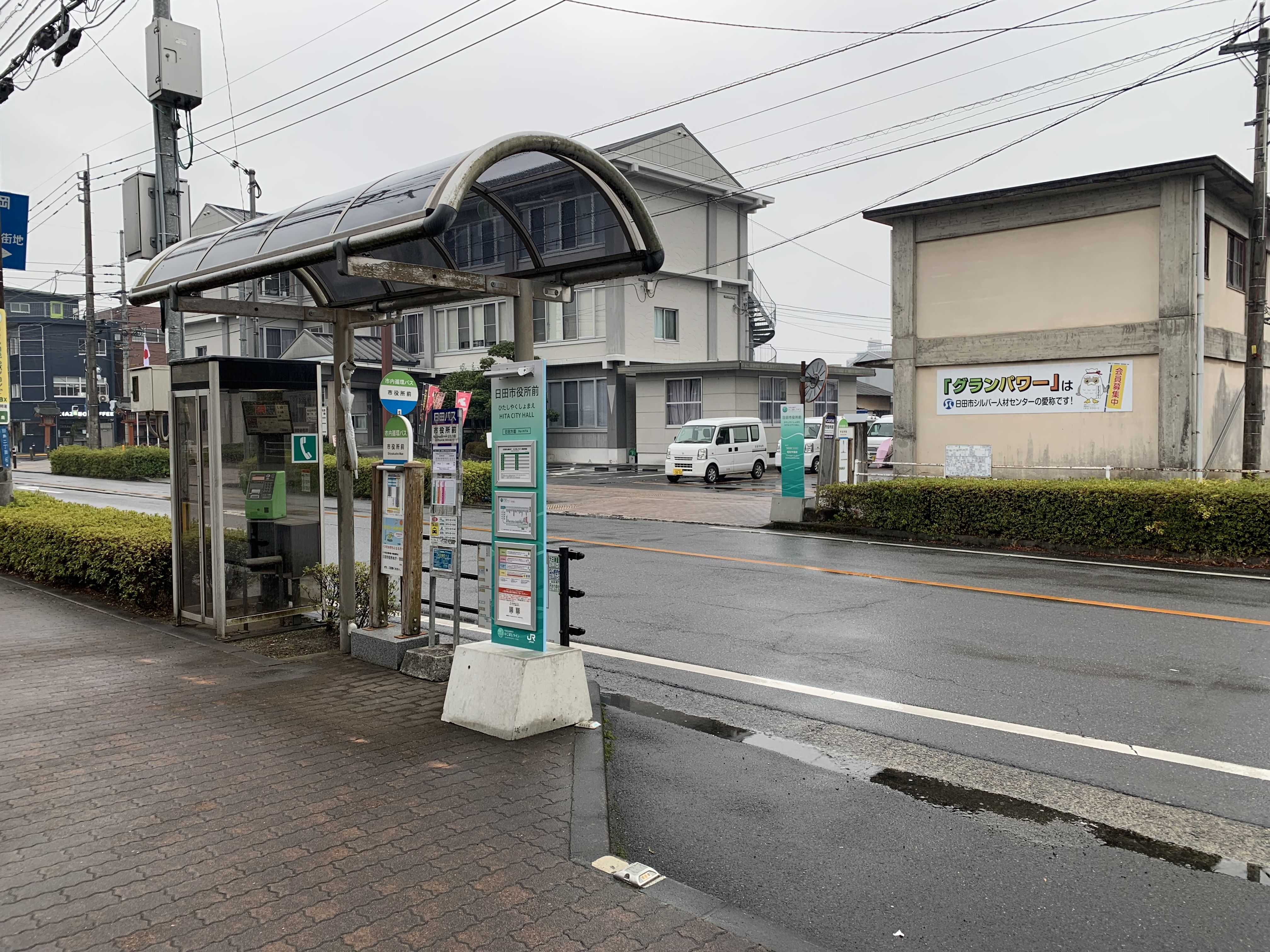
日田市役所前駅（日田方面のりば）。右奥は添田方面のりば。日田方面のみバスベイ有。

## 乗車制度

### 運賃制度
以下、原則として2023年5月に発表された概要に基づいて記述する。
BRT区間においても、鉄道のワンマン運転と同様に運賃収受を行う。BRT普通運賃は鉄道とは別の体系を採用しており、BRTと鉄道とを乗り継ぐ場合は接続駅（添田駅、夜明駅、光岡駅または日田駅）で運賃計算を打ち切る。ただし、通しの乗車券では100円の乗継割引が適用される。既存の鉄道と並行する夜明駅 - 日田駅間についても、BRTに乗車する場合は固有の運賃が適用される。
なお、定期運賃については鉄道と同様の運賃を用い、鉄道にまたがる区間ではBRTと通算した運賃計算キロを適用する。
BRTの乗車券はJR九州とJR九州バスの連絡運輸と扱われ、BRTを区間に含む乗車券はJR九州でのみ発売する。また鉄道にまたがる乗車券では、鉄道側の発着駅が福岡県内を中心にしたJR九州の一部路線の駅に限定されており、区間外の路線や他社線を含む乗車券は発売しない。BRT区間を経由する通過連絡運輸も設定されていない。
定期乗車券は紙のきっぷのほか、BRT相互間に限りスマートフォン用アプリケーション「バスもり!」による定期券も利用できる。
連絡乗車券のうちJR線で途中下車が可能なものについては、BRT区間でも途中下車が可能である。

#### 障害者等割引
身体障害者割引・知的障害者割引は乗車距離や1種2種の別にかかわらず5割引きとなる。また、被救護者割引および特定者割引も設定されている。
精神障害者割引も設定されているが、精神障害者割引についてはJR九州では取り扱いを行わない。普通乗車券はバス車内での支払いによる購入となり、定期乗車券は上述のスマホ定期券を利用する。

#### 企画乗車券の取扱い
JRグループの企画乗車券については、JR線を対象とするジャパン・レール・パス、青春18きっぷ、レール＆レンタカーきっぷ、ジパング倶楽部割引、旅名人の九州満喫きっぷなどが、それぞれの条件に沿って鉄道と同様に利用可能である。一方で、JR九州がWebサイトで発売している「eきっぷ」や「自由時間割引」については、BRT区間の取り扱いはできない。
SUNQパスは利用できない。
この他、福岡県が取り組んでいるMaaS（Mobility as a Service）推進の一環として、沿線自治体や交通事業者（JR九州・JR九州バス・西日本鉄道）で構成する日田彦山線BRT沿線エリアMaaS検討会議が、BRT開業よりMaaSの実証実験としてスマートフォンアプリ「my route」を使用したBRTの1日乗車券「BRTひこぼしライン開業記念 1DAY満喫フリーチケット」を販売している。
当初は特典を利用できる沿線施設は添田町・東峰村の14か所だったが、検討会議の構成員として日田市が加わり、2024年3月29日より日田市内の施設も含めて66施設で利用できるようになったほか、東峰村がBRT開業に合わせて導入している乗合タクシーとの連携も可能になった。

### 収受方法
乗車時に整理券を取って、降車時に前部の運賃箱で精算を行う。小型車（1ドア）では前乗り前降り、中型車（2ドア）では後乗り前降りとなる。
BRTと鉄道を乗り継ぐ場合は、一旦乗継駅までの運賃を収受し精算証明書を受け取った上で、乗継後の下車時に残りの運賃を収受・精算する。
事前に購入した乗車券を所持している場合や交通系ICカードを利用する場合でも、整理券を取る必要がある。

#### 交通系ICカードの取り扱い
BRT区間はSUGOCAエリア外であるが、実証実験として交通系ICカードの電子マネー機能による決済を導入しており、BRT区間内相互間の乗車に限り支払いが可能である。ただし、乗車時に整理券を取り、降車時に運転手へ提示して乗車駅を申告する必要がある。
また、BRT車内での交通系ICカードへの現金チャージはできず、SUGOCA等の発売・払い戻し・紛失等の事務も取り扱わない（添田駅や日田駅でも不可）。また「SUGOCA定期券」も併用できない。

## 利用状況
JR九州が公表している利用状況は以下の通りである。

### 線区別利用状況
- 2023年度（令和5年度）の数値は、開業日以降の206日間の実績をもとに算出[利用状況 1]。
- 平均通過人員は、JR九州バスが国土交通省に毎年報告する「一般乗合旅客自動車運送事業輸送実績報告書」の数値を用いて算出し、「運送収入」は同報告書に記載する運送収入を示す。
- 参考値として、鉄道で運行していた2016年度の添田駅 - 夜明駅間の平均通過人員は131人/日であった[利用状況 1]。

| 年度                  | 平均通過人員 （人/日） | 運送収入 （百万円/年） | 出典           |
| --------------------- | ---------------------- | ---------------------- | -------------- |
| 2023年度（令和5年度） | 164                    | 14                     | [ 利用状況 1 ] |

### 駅別乗車人員
- 下表の値は1日あたりの平均乗車人員を示す。
- 2023年度（令和5年度）は開業以降の206日間の実績をもとに算出[利用状況 1]。
- 鉄道駅との併設駅については、鉄道の乗車人員を含まない。

| 駅名           | 2023年度 （令和5年度） |
| -------------- | ---------------------- |
| 添田           | 78                     |
| 畑川（医院前） | 2                      |
| 塚原           | 1                      |
| 野田           | 0                      |
| 歓遊舎ひこさん | 15                     |
| 貴船橋         | 1                      |
| 豊前桝田       | 3                      |
| 柳原           | 0                      |
| 下落合         | 0                      |
| 屋形原         | 1                      |
| 旧英彦中学校前 | 1                      |
| 彦山           | 24                     |
| 深倉           | 1                      |
| 筑前岩屋       | 13                     |
| 大行司         | 9                      |
| 宝珠山         | 14                     |
| 吉竹           | 2                      |
| 竹本           | 0                      |
| 名本           | 3                      |
| 大鶴           | 5                      |
| 大明小中学校前 | 1                      |
| 方司口         | 1                      |
| 伏尾           | 1                      |
| 今山           | 4                      |
| 釘原           | 1                      |
| 小鶴           | 0                      |
| 上村           | 1                      |
| 祝原           | 2                      |
| 夜明           | 10                     |
| 北友田         | 1                      |
| 南友田         | 2                      |
| 光岡           | 11                     |
| 林工西口       | 2                      |
| 昭和学園前     | 3                      |
| 日田市役所前   | 3                      |
| 日田           | 79                     |